# Capitan Marvel (DC Comics)
Capitan Marvel (Captain Marvel), in seguito noto come Shazam, è un personaggio dei fumetti statunitensi pubblicati dalla Fawcett Comics e poi dalla DC Comics, ideato da C.C. Beck (disegni) e Bill Parker (testi) nel 1939. Il personaggio ha esordito su Whiz Comics n. 2 (febbraio 1940) della Fawcett Comics, per essere poi acquisito dalla DC Comics. Quest'ultima decise poi di cambiarne il nome in Shazam, a causa dell'omonimia con il personaggio della Marvel Comics che, negli anni in cui il personaggio non era più pubblicato, ne registrò il marchio, ma non il nome.
Questo permette quindi alla DC Comics di riferirsi comunque al personaggio come "Capitan Marvel" ogni volta che ne ha la necessità in fumetti, film, serie televisive, ecc, ma non di dare a un prodotto con protagonista Shazam il titolo Capitan Marvel come può fare invece la Marvel Comics.
Il personaggio fu il supereroe più popolare degli anni quaranta, e la serie Shazam/Captain Marvel Adventures per alcuni anni divenne la serie a fumetti più venduta potendo vantare milioni di copie vendute. Riuscì a battere le icone della DC Superman e di altri famosi albi di supereroi, arrivando a tirature di un milione e trecentomila copie al mese fra il 1942 e il 1946, il doppio di Batman. Fu anche il primo supereroe dei fumetti ad apparire in un serial cinematografico, Adventures of Captain Marvel, del 1941; ebbe inoltre numerosi epigoni nati sull'onda del successo. Nella sua longeva storia editoriale vi si sono cimentati alcuni dei più grandi autori e artisti della storia dei comic, quali, Otto Binder, Pete Costanza, Mac Raboy, Kurt Schaffenberger (durante la Golden Age), Dennis O'Neil nei primi anni settanta (dopo il passaggio alla DC), Roy Thomas (negli anni ottanta), Jerry Ordway con un'acclamata graphic novel (The Power of Shazam!) e serie regolare (anni novanta), Alex Ross, Jeff Smith, Paul Dini, Geoff Johns, Gary Frank (negli anni duemila).

## Storia editoriale

### Epoca classica e post-crisis (1940-2010)
Capitan Marvel è l'alter ego di William Billy Batson, un ragazzo di quindici anni rimasto orfano che si mantiene lavorando come reporter radiofonico e segretamente viene scelto come campione del bene dal Mago Shazam: ogni volta che Billy pronuncia il nome del mago (Shazam!), è colpito da un fulmine magico che lo trasforma in un supereroe adulto con immensi poteri e le abilità di figure mitologiche. Billy ha deciso di condividere questo potere, perdendo parte della sua forza ed energia, con la sorella che si trasforma in Mary Marvel e Freddy Freeman che diventa Capitan Marvel Jr.: insieme formano la Famiglia Marvel.
Tra i principali avversari ci sono Black Adam, un egiziano dotato di poteri simili ai suoi, Mr. Mind, un verme in grado di controllare i cervelli delle persone, ma soprattutto il malvagio Dottor Sivana, suo zio acquisito, e i Sette Peccati Capitali. Acclamato come "Il mortale più potente del mondo", è soprannominato The Big Red Cheese.
Il successo dei fumetti Fawcett si palesa già nel primo anno di pubblicazione (1940). Al Capitano viene affiancata una supereroina quale Mary Marvel, sorella di Billy. Viene introdotta sulla serie ammiraglia con Captain Marvel Adventures n.18 (dicembre). Scopre di avere gli stessi poteri del fratello e i due creatori Otto Binder e Marc Swayze la vestono con un costume simile, ma con una minigonna molto corta per l'epoca. Il personaggio piace moltissimo ai lettori ed è capace di mettere in un'ombra una supereroina come Wonder Woman. Si tratta di un primo tassello che andrà a formare la celebre Marvel Family. Un'aggiunta fondamentale arriva lo stesso anno da Funny Animals con il personaggio Hoppy the Marvel Bunny, un coniglio antropomorfo che aveva già riscosso il successo e la simpatia dei lettori. Il successo commerciale portato dalla Marvel Family porta la Fawcett ad a affrontare una prima espansione delle sue pubblicazioni entro la fine del 1940 portandola sempre più vicino ai leader del settore tra cui i fumetti National Comics. Tra le serie di maggior successo vale citare oltre l'iconica Capitan Marvel Adventures: Funny Animals, Bullet Man, the flying Detective e Wow Comics. Quest'ultima risponde alle esigenze di rispondere agli scenari di guerra. Dall'estate diviene una serie mensile con protagonisti Commando Yamk, a comando di una squadra britannica di commando, e The Panthom Eagle, un aviatore che si costruisce un proprio velivolo dopo essere stato scartato dalla Army Air Corps.

### Genesi del personaggio
Il personaggio viene ideato l'anno dopo l'esordio del supereroe Superman nel periodo che verrà ricordato come la Golden Age del fumetto (1938-1951) e questo genere di personaggi tende ad imporsi nelle vendite dell'editoria dei fumetti statunitensi fino ai primi anni cinquanta anche se non era ancora divenuto un genere mainstream come è avvenuto nell'epoca contemporanea del fumetto. Già a partire dal 1941, Capitan Marvel e la Fawcett Comics cominciano a prendersi la leadership del mercato fumettistico anche grazie a scelte editoriali innovative, grandi autori e alla proposta di nuovi eroi e formati. Ma al centro del successo rimane il suo iconico personaggio e la Marvel Family i cui membri arrivano ognuno ad ottenere una sua serie regolare. La futura DC inizia quindi delle cause legali (dal 1941) che con scuse pretestuose accusano la Fawcett di plagio secondo le quali Capitan Marvel non era altro che una versione del loro superuomo alieno Kal-El. Indubbiamente gli autori riprendono caratteristiche comuni ad altri personaggi come la doppia identità, la forza e la capacità di volare già viste in Superman, mentre le differenze tra i due supereroi sono però notevoli:
- entrambi rimangono orfani ma Billy non viene adottato e si trova ad affrontare il mondo da solo, per certi versi riprende il personaggio di Batman ma, a differenza di Bruce Wayne, Billy Batson non è ricco e si trova ai margini della società del benessere;
- Capitan Marvel trova l'origine dei suoi poteri in forze magiche e mitologiche mentre Superman è invece un alieno;
- Capitan Marvel è un uomo adulto che però ha un alter ego adolescente e la trasformazione è di natura morfologica e la mente e la coscienza di un ragazzo ne controllano i poteri.

Siamo in un'epoca che è tra le più prolifiche per quanto riguarda i supereroi e spesso le loro caratteristiche sono similari, difatti la battaglia legale continua per un decennio e quando viene emesso il verdetto nel 1951, questo è a favore della Fawcett Comics, ma la National non si arrende e nella sentenza di appello lo riesce stranamente a ribaltare, dimostrando la sua volontà di continuare una battaglia legale che sembra infinita. Nei primi anni cinquanta l'epoca d'oro dei fumetti si sta esaurendo e le vendite degli albi si sono dimezzate rispetto a qualche anno prima. La serie Captain Marvel Adventures, che tra il 1941 e il 1944 arrivava a vendere oltre un milione di copie, ora è scesa tra le 400 e 500 mila. Le vendite rimangono alte ma la flessione si risente su tutti i titoli Fawcett che proprio nel 1951 aveva raggiunto la sua massima espansione. CC Beck (disegnatore principale) viene affiancato da un gruppo di giovani artisti tra cui si distingue Kurt Schaffenberger particolaramente ricordato per aver dato una versione di Mary Marvel capace di valorizzare ulteriormente la supereroina.
Una delle peculiarità del personaggio, che contribuiscono ad aumentarne il fascino e il mito della sua creazione, deriva anche dal fatto che ha dovuto per motivi editoriali (non creativi) cambiare il proprio nome da supereroe in due occasioni. Il suo nome iniziale avrebbe dovuto essere "Captain Thunder", fattore sottolineato dalla presenza del fulmine presente sul petto del suo costume da supereroe. La Fawcett ha dovuto però abortire l'appellativo, in quanto per una manciata di giorni era già stato registrato dalla casa editrice Jungle Comics. Questa lo utilizza per indicare l'eroe protagonista della serie a fumetti Jungle Comics che debutta il 3 gennaio 1940 e ha per protagonista uno dei tanti emuli di Tarzan e le cui avventure ne imitano le gesta, andando a riprendere tematiche tipiche della letteratura Pulp. La seconda scelta ricade su Captain Marvel, un nome che caratterizza il personaggio per tutta l'epoca classica e durante le sue pubblicazioni Fawcett Comics (fino al 1956). Quando la DC Comics ne acquista i diritti, il personaggio è ormai inutilizzato da quasi un ventennio e nel frattempo (nel 1961) è stata fondata la casa editrice Marvel Comics che a sua volta aveva creato il supereroe Capitan Marvel divenuto poi un personaggio di culto grazie alle epiche saghe cosmiche di Jim Starlin e protagonista della prima graphic novel pubblicata dalla casa editrice di Stan Lee. La procedura di battezzo del personaggio non era stata però macchiata dell'illegalità, in quanto il nome era ritornato di dominio pubblico e chiunque in quel periodo era libero di registrarlo. Quando la DC rilancia la serie del Capitan Marvel originale nel 1973, ne deve cambiare quindi il nome una seconda volta. Il titolo della nuova serie e quindi del suo protagonista diviene Shazam!, in origine il nome del mago protettore della Roccia dell'eternità e colui responsabile dei poteri acquisiti da Billy Batson. Tuttavia l'eco storica del nominativo Capitan Marvel rimane diffuso e di uso comune presso i lettori più navigati e i fan del personaggio, solo verso gli anni novanta il termine Shazam! comincia a fare breccia nella storia dei comic book statunitensi. Non è semplice indicare un creatore specifico per il personaggio, come spesso capita per questo prolifico periodo editoriale. Lo sviluppo del supereroe che lo porterà a rivaleggiare con Superman per le vendite degli albi (tra il 1942 e il 1944 soprattutto) avviene per gradi, ma l'idea iniziale è da attribuire ad uno dei 4 figli del fondatore della Fawcett Comics nel 1940. Si tratta di Roscoe Fawcett, il quale fa notare al neonato staff editoriale: «Stiamo per entrare nel marcato dei fumetti e le statistiche ci mostrano come la maggior parte dei lettori abbia un'età compresa tra i 10 e i 12 anni...gli adulti sono quasi assenti (ma non disinteressati). Creiamo un Superman il cui alter ego sia un ragazzino tra i 10 e 12 anni e non un uomo adulto. Metto a capo del progetto il nostro direttore artistico All Allard con l'assistenza del direttore editoriale Ralph Daigh». Da qui nasce l'idea della trasformazione di Billy Batson in Capitan Marvel, anche se questo non è sufficiente a giustificare la popolarità di un personaggio in grado di mettere in crisi lo stesso editore di Superman. Nel corso del tempo sono la mitologia che circonda il personaggio e il variegato cast di comprimari a rendere Capitan Marvel un supereroe in grado di stagliarsi nel mercato. Questo è dovuto al contributo di altri grandi autori dell'epoca quali Bill Parker, Otto Binder, CC Beck e molti altri, che portano alla creazione di un insieme di personaggi che vanno a comporre la Marvel Family, di fatto il primo team di supereroi legato da una forza emotiva e una fratellanza che li rende una famiglia e ne amplifica il pathos delle storie. Per questo bisogna principalmente dare merito agli scrittori Otto Binder e William Woolfook. A questo si aggiunge la voglia di sperimentare sia nei formati sia nelle storie della Fawcett che già nel 1941 è pronta a divenire punto di riferimento in un'industria che non è mai stata così prolifica e capace di vendere milioni di copie alle edicole. D'altra parte siamo nel pieno della Golden Age del fumetto, epoca nella quale nascono centinaia di personaggi e moltissime case editrici, i cui generi proposti variano dal genere western a quello più comico avente (abitualmente) come punto di riferimento dei fumetti con protagonisti animali antropomorfi (i Funny Animals). Il mercato offre ai suoi lettori, oscurati dalle nubi della Guerra in Europa e nel Pacifico, qualsiasi tipo di genere a fumetti: dalle crimes tales (o racconti sul crimine), alle saghe della Giungla (denominate Jungle Sagas), alle storie umoristiche, al genere storico e molti altri. Il panorama è così denso e competitivo che di molti personaggi si ha difficoltà a ricostruirne la genesi storica. Nonostante questo, a dominare le classifiche (dal 1941) abbiamo la Fawcett Comics la cui serie Captain Marvel Adventures diviene una delle più vendute della storia. Il successo della casa editrice non è solo dovuto alla Marvel Family o al genere supereroistico, ma prevede una diversificazione di titoli e personaggi che spaziano in vari generi e dei formati editoriali che si adattano continuamente alle esigenze del mercato.
Nel tratteggiare i visi e le espressioni dei protagonisti, il disegnatore Beck si ispira a personaggi reali o creati in opere letterarie:
- per Capitan Marvel, l'attore Fred MacMurray;
- per Mary Marvel, l'attrice Judy Garland;
- per Capitan Marvel Jr., Peter Pan e il personaggio creato da Charles Dickens dal nome Tiny Tim nel racconto Canto di Natale (A Christmas Carol);
- per lo scienziato pazzo Dottor Thaddeus Bodog Sivana, un farmacista del vicinato di C.C. Beck.

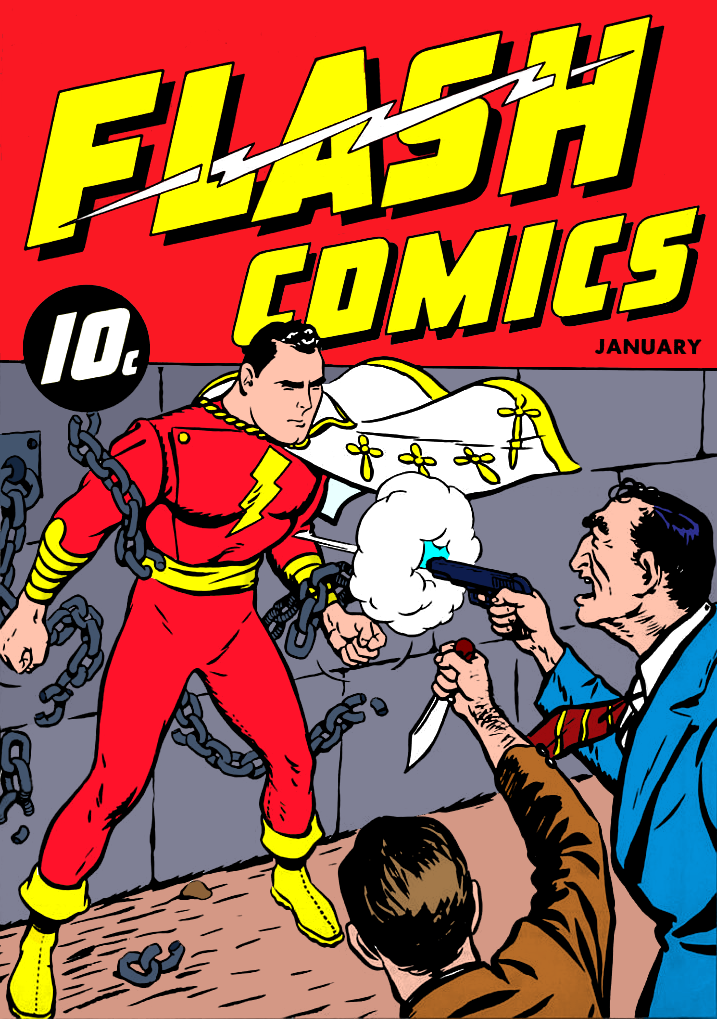
Il n. 1 di Flash Comics non venne mai distribuito - se non una bassissima tiratura - e le tavole dei disegni non vennero neppure colorate; questo per evitare problemi con la National Comics che proprio nello stesso periodo aveva pubblicato una nuova serie omonima, Flash Comics, poche settimane prima

Nel pieno del periodo denominato Golden Age dei fumetti americani, il primo numero della serie Action Comics viene pubblicato nel giugno 1938 e vi esordisce il prototipo di un nuovo genere di personaggio legato sia all'avventura sia alla fantascienza: il supereroe Superman. Negli anni successivi vennero ideati diversi altri supereroi che si ispirarono a quella che diverrà in breve tempo un'icona della cultura pop americana. Su questa scia la Fawcett Comics come una miriade di altre case editrici crea il suo superuomo Capitan Marvel che esordisce nella sua prima storia in un albo del gennaio 1940 con il nome di "Capitan Thunder" sul primo numero di Flash Comics e poi, con il suo nome definitivo, su Whiz Comics n. 2 del febbraio 1940. Da notare che anche il titolo Whiz Comics non era stata la seconda scelta per il nome della serie ma si era inizialmente deciso per Thrill Comics (rifiutato dal Trademark Office). Il n. 1 di Flash Comics non venne mai distribuito - se non con una bassissima tiratura - e le tavole dei disegni non vennero neppure colorate; questo per evitare problemi con la National Comics che proprio nello stesso periodo aveva pubblicato una nuova serie omonima, Flash Comics poche settimane prima. Si optò quindi per una nuova serie, Whiz Comics, il cui nome era quello della stazione radio in cui lavorava Billy Batson, l'alter ego di Capitan Marvel. La nuova serie esordì col n. 2 indicato in copertina, in quanto teneva conto nella numerazione del primo numero della serie Flash Comics inteso come numero di lancio della serie; tuttavia dal quarto numero la numerazione cambiò riportando in copertina la numerazione come se la serie fosse partita con il primo albo della Whiz Comics e non con il precedente della Flash Comics. Il primo arco narrativo del personaggio vede ai testi Bill Parker e ai disegni lo storico disegnatore CC Beck. Il successo della serie è tale che per un certo periodo di tempo diviene trimestrale. Capitan Marvel e il suo team raggiunge un'enorme popolarità, fattore che mette talmente in allarme gli editor della National Comics tanto da rivolgersi, verso la metà degli anni quaranta, ad uno studio legale che ne blocchi o sospenda la pubblicazione. La sua popolarità è però tale che ogni fumettista dell'epoca vorrebbe cimentarsi con i personaggi della Marvel Family, non è quindi un caso che quando viene lanciato il primo albo della serie Captain Marvel Adventures sia un giovane Jack Kirby a realizzarne i disegni in collaborazione con Dick Briefer. La caratteristica della serie è quella di avere Capitan Marvel in avventure solitarie ma nel 1945 gli viene dedicata una terza serie dal titolo Shazam Family, questa volta più focalizzata sui protagonisti della Famiglia Marvel. Ormai i personaggi sono amatissimi dai lettori e li vogliono vedere interagire tra di loro.
Nonostante questo la National Comics può vantare una forza economica che surclassa la Fawcett che comincia ad avere serie difficoltà a portare avanti l'estenuante battaglia legale. Inoltre il proliferare delle serie sui personaggi della Marvel Family ha portato ad una diluizione dei lettori e ripetitività delle storie. La forza finanziaria e mediatica della National porta ad una clamorosa svolta che si ripercuote sull'intera editoria. La Fawcett accetta la sconfitta legale ed è pronta a sospendere le pubblicazioni. Quando la causa legale ha avuto inizio, il personaggio della Fawcett è il più venduto albo a fumetti dell'epoca arrivando a superare il milione di copie vendute ma ora le vendite sono in costante calo. La Corte si era pronuncia a favore della Fawcett nel 1951 ma la DC Comics riesce a vincere in appello nel 1953. Questa volta la Fawcett non ha la forza di opporsi e viene costretta a pagare un risarcimento di 400.000 dollari all'editore di Superman, sospendendo tutte le pubblicazioni di Capitan Marvel e del suo universo narrativo. Whiz Comics chiude con il n. 155 a giugno 1953. Venendo a mancare il titolo principale e landmark della produzione Fawcett, in poco tempo chiusero anche le altre pubblicazioni. La storica serie Whiz non è celebre e amata dai lettori solo per la presenza di Capitan Marvel ma anche per le storie del mago egiziano Ibis the Invincible, del marinaio Lance O'Casey, e di Spy Smasher (l'originale).

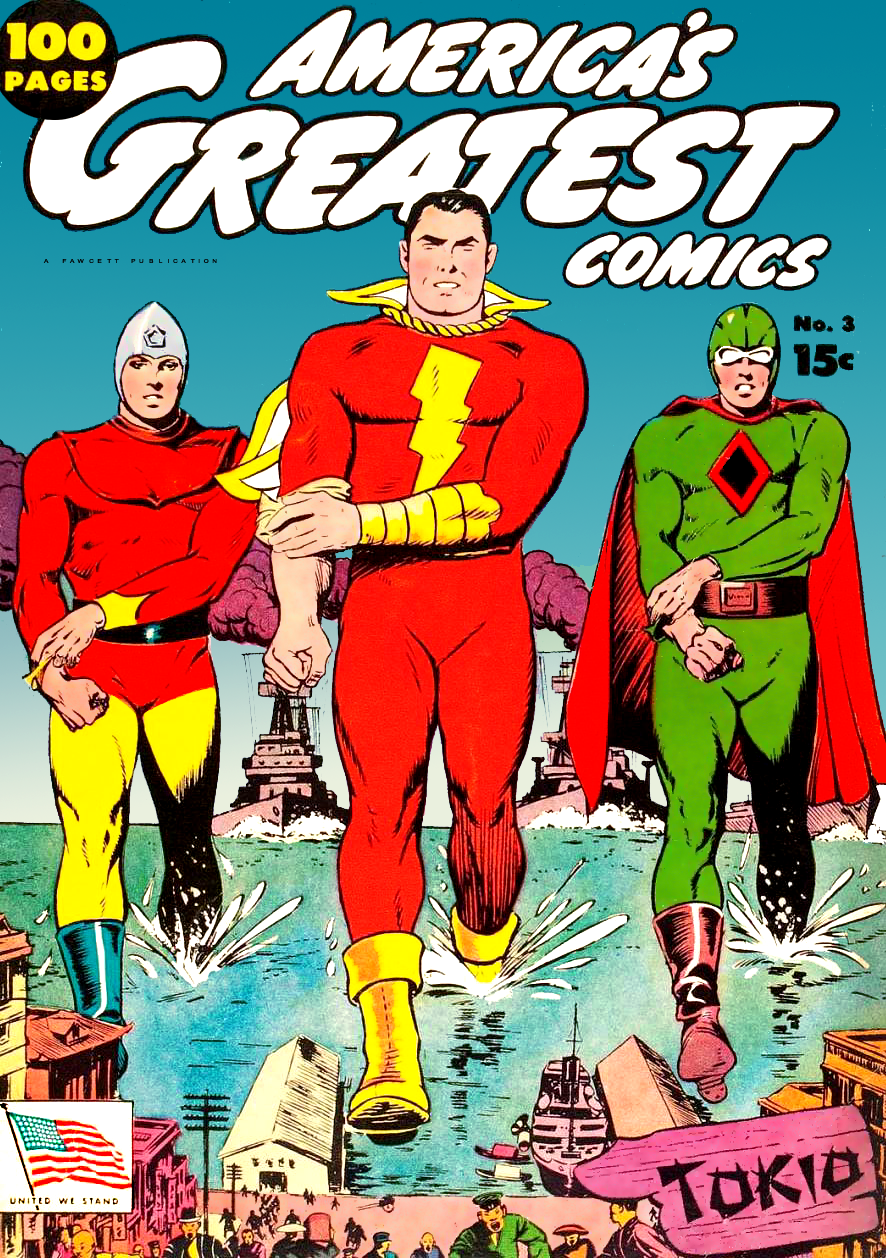
Copertina di America's Greatest Comics n. 3

La serie legata direttamente al personaggio, ovvero Captain Marvel Adventures chiude con il n. 150 di novembre. L'ultima sua avventura viene realizzata dalla storica coppia di autori CC Beck e Otto Binder e porta il bizzarro titolo Captain Marvel's Wedding (ovvero Il matrimonio di Capitan Marvel) in cui il Capitano viene circuito dalla megera Theo Hagge a sposarla anche se il piano non andò a buon fine. Nell'albo è presente anche l'ultima storia del periodo classico che vede lo scontro Shazam! versus Dottor Thaddeus Bodog Sivana, intitolata The World of too many Sivanas. Il n.89 della serie Marvel Family che chiude con il n. 89 (gennaio 1954) è l'ultimo albo che vede come protagonisti questi personaggi pubblicati dalla Fawcett Comics e da molti viene considerato l'albo che pone fine alla Golden Age del fumetto. Le vendite degli albi di supereroi si trovava in un inesorabile declino e la stessa National Comics (la futura DC) si ritrova tra il 1953 e il 1954 a proporre o riproporre generi alternativi tra cui Peter Panda (da agosto 1953) che presenta le favole in maniera umoristica, The adventures of Rex the Wonder Dog, Strange Adventures, Hopalong Cassidy (genere western), Congo Bill, Our Fighting Forces (War comic) e Superman's Pal Jimmy Olsen con le avventure del giovane giornalista amico di Superman (dal settembre 1954).
Da notare che la serie Hopalong Cassidy parte dal n.86, in quanto i precedenti albi erano stati pubblicati dalla Fawcett Comics fino al 1953, si tratta del primo titolo della Fawcett acquisito dalla National Comics, dimostrando l'interesse della DC per le pubblicazioni della sua rivale a cui si aggiunge la loro forza dal punto di vista commerciale, difatti la serie viene pubblicata per altri 50 numeri. Ad ulteriore supporto di tale posizione lo dimostra il fatto che la successiva pubblicazione di una storia inedita di Capitan Marvel arriva dopo 19 anni sotto l'etichetta e la direzione della DC Comics che acquisì i diritti dalla Fawcett. Gli addetti all'industria dei comic sono interdetti dalla scelta drastica dei fratelli Fawcett, ancora tra i leader del settore e con ricavi in positivi derivanti dall'intero Universo dei Fawcett Heroes. La motivazione però risiede nel fatto che il trend del mercato è cambiata drasticamente nel passaggio del decennio e i gusti dei lettori, ormai adolescenti o addirittura appartenenti ad una platea adulta che sembrava abbandonare l'interesse verso il genere supereroi, a cui si aggiunge un clima politico ostile sostenuto dallo psichiatra Fredric Wertham e da gran parte della Camera e del Senato. Dal punto di vista supereroistico la National Comics aumenta enormemente la sua visibilità e le sue vendite grazie all'arrivo della televisione che porta nelle case degli americani le serie televisive. Tra queste una delle più seguite ed iconiche diviene The Adventures of Superman, trasmessa dal 9 febbraio e prodotta dallo stesso Bob Maxwell, colui che stava realizzando il Radio Serial del personaggio. I motivi del successo sono molteplici, quali la diffusione capillare nei focolari delle famiglie, la qualità delle storie e il carisma dell'attore protagonista George Reeves, ricordato ancora oggi come una delle iconiche della storia televisive.
Tale successo si ripercuote inevitabilmente a livello editoriale, soprattutto sulle vendite di Batman e Wonder Woman, gli altri due supereroi National destinati a divenire la Trinità delle pubblicazioni della casa editrice. Nello stesso periodo le due storiche serie Action Comics e Detective Comics passano ad una distribuzione bi-settimanale. Inoltre i gusti del mercato cambiano drasticamente, modificando il trend delle vendite. La prima metà degli anni cinquanta vede i lettori premiare le storie horror (spesso estreme e sanguinarie), di cui la casa editrice EC Comics diviene il leader, grazie a titoli quali Tales from the Crypt, Crime SuspenseStory, Weird Fantasy, Weird Science, The Haunt of Fear e The Vault of Horror. A questo si aggiunge l'abilità dei suoi editor di saper creare storie innovative proponendo scrittori e artisti tra i migliori del settore. Lo stesso Otto Binder comincia a lavorare per la EC. Le copertine degli albi sono inoltre le più accattivanti e artistiche del settore e ancora oggi sono considerate tra le migliori dell'industria fumettistica. La Fawcett con al centro i personaggi della Marvel Family non era riuscita a rinnovarsi e presenta storie ormai banali e ripetitive, il dimezzamento delle vendite sembra (tra il 1951 e il 1952) solo all'inizio e ha ormai perso forza a livello di leva finanziaria e non domina più lo scontro commerciale con la National come era invece accaduto nel decennio precedente. Si sceglie quindi di abbandonare la causa legale e porre fine alla sua esperienza editoriale, un landmark della Golden Age.

### Periodo DC Comics

#### Periodo pre-crisi (1973-1986)
Con tale denominazione si indica quel periodo della storia DC Comics che intercorre dalla fine della Silver Age del fumetto americano (1969-1971) alla miniserie Crisi sulle Terre infinite (1985-1986), con la quale la casa editrice ristruttura tutto il suo parco editoriale e la continuity riguardante i suoi personaggi. Talvolta questo arco di tempo viene fatto coincidere con la Bronze Age del fumetto.
La DC prese la licenza di pubblicare i personaggi della Famiglia Marvel dalla Fawcett Comics (ormai impossibilitata a utilizzarli) nel 1972 (i diritti vennero acquisiti in via definitiva solo nel 1980). Il 1972 è un anno fondamentale per la storia del fumetto statunitense, in quanto è l'anno in cui la Marvel per la prima volta supera nelle vendite la storica DC, questo grazie alla nuova direzione di Roy Thomas (dopo il progressivo allontanamento di Stan Lee dalla gestione editoriale), il quale inizia un'espansione dei titoli pubblicati che non ha precedenti, cercando di proporre al lettore nuove idee e generi. La DC cerca di reagire all'offensiva e la riproposta di un personaggio storico della Golden Age rientra in questa agenda. La prima serie che introduce Capitan Marvel e la Famiglia Marvel nell'Universo DC porta il titolo Shazam! ed esce con data di copertina febbraio 1973. Sono però ormai passati 19 anni dall'ultima pubblicazione dedicata al personaggio il cui primo albo della nuova serie viene distribuito il 14 dicembre 1972.
La serie non può usare in copertina il titolo Capitan Marvel, in quanto è stato registrato dalla Marvel Comics per la sua testata Capitan Marvel. Questo è potuto avvenire perché in quegli anni la Fawcett Comics era di fatto fallita lasciando vacanti i suoi copyright. La nuova testata della DC è realizzata da Dennis O'Neil (testi per le nuove storie) e ai disegni lo stesso Clarence Charles Beck, co-creatore del personaggio nel 1939. Insieme allo storico editor Julius Schwartz (grande sostenitore del revival del personaggio) cambiarono della serie da Capitan Marvel in Shazam. La passione mostrata da Schwartz per le classiche avventure del Capitano porta a commettere un primo errore, in quanto, volendo il ritorno di Beck, non vi è un rinnovamento a livello stilistico delle storie e lo stesso fumettista della Golden Age rimane stupito di essere stato ingaggiato, poiché negli ultimi due decenni ha abbandonato l'attività a tempo pieni di fumettista. A questo si aggiunge l'ulteriore passo falso nella scelta del formato, situazione che riguarda gli albi DC in generale, che passano a un prezzo di copertina di 25 centesimi per 54 pagine che però contengono non solo storie inedite ma anche ristampe.
La serie Shazam! non fa eccezione e raccoglie tre storie, di cui una è una ristampa delle storie classiche degli anni quaranta e cinquanta (ormai anacronistiche per le nuove generazioni di lettori) e solo una di questa è un inedito scritto da Dennis O'Neil. Nel primo numero O'Neil cerca di spiegare l'assenza di 19 anni della Famiglia Marvel con il fatto che sono stati intrappolati in uno stato di animazione sospesa alla quale si affiancano due ristampe, di cui una del 1946. Inizialmente la serie suscita un certo interesse e le vendite sono buone ma presto inizia un inesorabile declino. Dennis O'Neil è uno degli scrittori di punta della DC e insieme all'artista Neil Adams aveva realizzato un ciclo di storie su Green Lantern/Green Arrow considerate uno dei landmark per la nascita della Bronze Age dei comic (1970-1985). I lettori e la critica rimangano però delusi dal suo lavoro su Shazam! considerato privo di ispirazione e innovazione. A sua discolpa non bisogna trascurare la mancata collaborazione e intesa con Beck il quale spesso revisionava i soggetti di Dennis senza approvazione e riproponeva un tipo di narrazione e impostazione delle tavole che si rifacevano agli stilemi classici della sua epoca (ovvero gli anni quaranta). Tra i due autori, appartenenti a generazioni e concetti sul mondo dei fumetti molto differente non nasce mai la giusta intesa e Beck abbandona la serie. Viene però sostituito (su decisione univoca di Schwartz) da un altro classico disegnatore della Golden Age quale Kurt Schaffenberg, artista che O'Neil non ritiene adatto ad aiutarlo a impostare storie in grado di aver un appeal maggiore sui lettori moderni. Lo stesso impegno a rinnovare il personaggio cercando di rivalorizzare gli aspetti più originali e rappresentativi della sua epopea sembra però non convincere O'Neil che arriva a esporre la sua opinione secondo la quale « [...] (Capitan Marvel) è troppo ingenuo. Troppo legato a una visione fiabesca del mondo, che personalmente posso trovare ancora affascinante ma penso che i lettori abbiano superato quella cornice del genere supereroistico (e non solo), pretendano storie e personaggi più sofisticati».
La sua interpretazione si presenta però poco lungimirante e fallace anche a livello concettuale. Lo stesso discorso potrebbe essere adattato alla maggior parte delle icone classiche DC quali Superman o Wonder Woman. Le potenzialità intrinseche nel personaggio e la sua vasta mitologia sapranno rivalorizzare in parte da Roy Thomas, ma soprattutto da Jerry Ordway a partire dagli anni novanta, per poi arrivare all'acclamata versione più moderna del potente eroe magico concepita da Geoff Johns e Gary Frank (dal 2011). Le conseguenze però dell'approccio sia di O'Neil sia dell'editor Julius Scwartz, a dispetto degli sforzi pubblicitari e creativi, portano la serie a terminare con il numero 35 (luglio 1978). Sul piano delle scelte editoriali, la DC si trova in un momento difficile, in quanto è messa sotto pressione dalla supremazia acquisita dalla rivale Marvel e dal progressivo declino delle vendite che la porta a una progressiva riduzione dei titoli proposti arrivando a un minimo storico per il decennio nel 1974 quando nelle edicole le serie distribuite sono 24 contro le 44 proposte dalla Casa delle Idee. Nel tentativo di recuperare lettori e profitti, tra il 1974 e il 1975 propone (per 12 titoli) il nuovo formato Giant-Size di 100 pagine con un aumento del prezzo di copertina a 50 centesimi (contro i 25 di un albo Marvel). Shazam rientra nel nuovo fallimentare formato, presentando tra l'altro un numero eccessivo di vecchie storie e a dispetto di quelle inedite, fattore che contribuisce ulteriormente alla perdita di interesse e lettori verso il titolo.
La serie non riesce neppure ad avvantaggiarsi dell'arrivo sul popolare canale televisivo CBS di una serie TV live-action sul personaggio la cui première avviene il 7 settembre 1974. La serie televisiva viene trasmessa il sabato mattina all'interno del popolare Cbs's kid line-up e riscuote un grande successo che la porta a proseguire per tre stagioni. La fine degli anni settanta è però il periodo più critico della storia di questa casa editrice. La drastica riduzione delle vendite dei fumetti tra il 1977 e il 1978 non ha precedenti. Tale biennio è denominato "DC Implosion" e vide la cancellazione di circa venti serie in un breve arco di tempo. Tra queste vi è la serie Shazam! Dopo la sua conclusione la DC punta ancora sul personaggio e prosegue le sue storie all'interno della rivista antologica World's Finest Comics. Eccetto per il n. 271 Capitan Marvel ha una sua storia inedita dal n. 253 (ottobre-novembre 1978) al n. 282 (agosto 1982). A questo punto il personaggio sembra volere essere messo in disparte dalla DC che lo reputa un supereroe, che pur avendo avuto una gloriosa vita editoriale nella Golden Age, ora ha perso appeal per le nuove generazioni. Nel 1981 arriva Roy Thomas alla DC, dopo dissapori e contrasti con l'editor-in-chef della Marvel Jim Shooter Thomas è stato responsabile dell'espansione della Marvel nei primi anni settanta portandola allo storico sorpasso nelle vendite sulla storica casa editrice di Superman e Batman. Inoltre è stato colui che ha lanciato una delle serie di maggior successo degli anni settanta quale Conan the Barbarian, seconda nelle vendite Marvel solo a The Amazing Spider-Man.
Shooter però non gli vuole concedere la possibilità di avere controllo sulle opere da lui scritte, di cui pretende di essere sia scrittore sia editor, ma il nuovo redattore capo vuole separare i due ruoli come nuova politica aziendale. La DC Comics della nuova presidente Jenette Khan ha bisogno di nuovi autori, editor e responsabili creativi per potersi rilanciare nel nuovo decennio e non si lascia sfuggire l'opportunità di offrirgli un contratto. Thomas è da sempre stato un grande ammiratore ed estimatore dei personaggi classici della DC e tra questi vi è Capitan Marvel di cui vorrebbe da subito rilanciare una nuova serie reboot sullo storico personaggio della Fawcett Comics. Questo progetto viene momentaneamente rimandato mentre Roy si dedica a una serie quale All-Star Squadron con protagonisti i classici personaggi della Golden Age. La serie ottiene un discreto successo generando due spin-off quali Infinity Inc. (1984) e Young All-Stars (1987).
La possibilità di un rilancio del Capitan Marvel originale arriva però solo dopo la pubblicazione di Crisi sulle Terre Infinite (1985-1986) quando la DC azzera la continuity del suo multiverso per poter ripartire con un rinnovamento dell'intero parco dei suoi titoli e aggiornando le origini dei personaggi, eliminando l'esistente di terre alternative. Tale operazione editoriale è l'occasione giusta per poter inserire nel nuovo universo DC una nuova versione dell'iconico Capitano la quale viene ovviamente affidata a Roy Thomas.
Altre storie inedite prima di Crisi sulle Terre infinite sono pubblicate su:
- Adventure Comics n. 491 (settembre 1982) e n. 492 (ottobre 1982) contengono due storie inedite. Il personaggio è però presente su Adventure Comics fino al n. 498 (aprile 1983) con delle ristampe.
- Action Comics n. 554 (aprile 1984). Una storia immaginaria in cui si ipotizza un mondo senza Superman.
- All-Star Squadron n. 36-37-38 (agosto-settembre-ottobre 1984). Capitan Marvel combatte a fianco degli eroi di Terra-Due della continuity pre-Crisi.
- Justice League of America (vol. 1) n. 232 (novembre 1984). Incontro tra Justice Society of America e Justice League.
- DC Comics Presents Annual n. 3 (1984): team-up con l'amico-rivale Superman. Si tratta dell'ultima storia di Capitan Marvel prima che la struttura narrativa dell'Universo DC Comics venga ricostruita nei due anni successivi.

Le storie pre-Crisi (1972-1985) non annullano le avventure classiche del personaggio, in quanto i Marvel Family Comics continuano a essere ambientati dell'universo narrativo della Fawcett Comics, giacché Shazam! e le sue nuove e vecchie avventure sono inserite in una terra alternativa del Multiverso DC. Si tratta della realtà alternativa denominata Terra-S. Non viene quindi inserito Terra principale degli altri supereroi DC. Tale realtà sopravvive fino a quando vi è il celebre evento Crisi sulle Terre Infinite (1985-1986) quando il primo multiverso viene distrutto e dalle sue cenere nasce un unico universo narrativo dove l'iconico personaggio viene inserito anch'esso nella nuova continuity. Il suo ufficiale inserimento avviene con la miniserie-evento Legends e per un certo periodo di tempo viene anche inserito tra i membri della Justice League. Il mondo e la cronologia di Terra-S verrà poi ripristinata con la definitiva creazione del Terzo Multiverso DC (dopo il 2010) che prende il nome di Thuderworld e ha la classificazione ufficiale di "Terra-5".

#### Periodo post-Crisi (1987-1994)
(Bob Greenberger, ex-editor DC Comics)
Con tale denominazione si indica il periodo nel quale la DC Comics cerca di dare una struttura omogenea alle storie e alle origini dei suoi personaggi. Viene eliminato il concetto di realtà parallela e di Multiverso e di conseguenza non sono più presenti versioni alternative dei supereroi che vengono pubblicati. Per molti personaggi si riparte da capo e le loro vicende del periodo Golden Age e Silver Age vengono cancellate o drasticamente rimodellate. Nel caso di Capitan Marvel si decide di introdurre il personaggio nel nuovo Universo DC e di cancellare dalla sua continuity tutto ciò che è stato pubblicato su di lui prima del 1986. Si presenta quindi l'opportunità per Roy Thomas di rilanciare lo storico Capitan Marvel all'interno di un nuovo Universo DC, aggiornandone le origini e dargli lo spazio che a suo avviso il personaggio si merita al pari di icone quali Superman, Batman e Wonder Woman. Dick Giordano (Senior Editor) vuole presentare ai lettori la nuova realtà editoriale attraverso il primo universe-wide crossover dopo Crisi sulle Terre Infinite cercando di sottolineare la nuova continuity e omogeneità narrativa dell'Universo DC.
Il progetto trova le sue fondamenta nella miniserie Legends alla quale si applicano autori di punta DC quali John Ostrander (soggetto), Len Wein (sceneggiatura), John Byrne e Karl Kesel (disegni). Uno degli obbiettivi dell'opera è quello di sottolineare una nuova coralità e interazione per quanto riguarda la moltitudine dei personaggi che compongono l'immaginario supereroistico della casa editrice. L'introduzione di Capitan Marvel nel nuovo contesto narrativo viene evidenziato dalla sua presenza sulla copertina del primo albo della miniserie evento. Da notare che non viene presentato ai lettori come un nuovo personaggio ma viene riconosciuto dagli altri supereroi DC come uno dei più potenti eroi, capace di rivaleggiare con lo stesso Superman. Difatti dopo Legends diviene membro della nuova Justice League anche se per un breve periodo di tempo. Nasce quindi l'esigenza di presentare una revisione delle origini del Capitano per aiutare i lettori a familiarizzare con lo storico supereroe Golden Age. Con questo intento viene pubblicata la miniserie di quattro numeri Shazam!: The New Beginning (aprile - luglio 1987), scritta da Roy Thomas e Dan Thomas e disegnata da Tom Mandrake. Il titolo significa Il nuovo inizio e difatti le origini di Billy vengono rinarrate nel presente e d'ora in poi non c'è più riferimento a un periodo in cui il personaggio esisteva già ai tempi della seconda guerra mondiale o solo prima degli anni ottanta.
La modifica più importante e longeva apportata al personaggio e valida tuttora è che la personalità di Billy Batson rimane anche quando si trasforma nell'adulto Capitan Marvel mantenendo esperienze, ricordi e sentimenti del ragazzo adolescente. A livello editoriale vi sono titubanze e dubbi sul lancio di una serie regolare e si ritiene che un personaggio con un retaggio e concept ormai antiquati e considerati non più adatti alle nuove tendenze e tematiche delle storie DC e del fumetto in generale. Da notare che dopo il 1986 è ormai terminata l'epoca Bronze Age e si entra in un periodo di transizione (1986-1992) da alcuni definito Dark Age o Iron Age. In questi anni vi è la volontà di evidenziare tematiche più adulte e spogliare le storie da un'impostazione talvolta troppo ingenua e indirizzata prevalentemente a lettori adolescenziali. Con la diffusione del mercato diretto (tramite fumetterie e librerie) e il clamore suscitato da opere quali Batman: Il ritorno del Cavaliere Oscuro di Miller o Watchmen di Alan Moore, si vuole cambiare l'approccio ai supereroi e allargare i potenziali lettori di fumetti indirizzandosi (anche) verso acquirenti più adulti, fenomeno che comunque sta già maturando dagli anni settanta.
Il 1986 è però un anno di svolta fondamentale per una nuova era dei fumetti. Oltre alle già citate opere seminali di Moore e Miller, non bisogna trascurare il drastico approccio di Howard Chaykin all'eroe pulp degli anni trenta l'Uomo Ombra con la miniserie che propone una versione moderna del classico personaggio caratterizzata da sesso, violenza e satira sociale. Il buon riscontro da parte dei lettori porterà a una serie regolare l'anno successivo (1987). In questo stesso anno suscita clamore la rivisitazione di un personaggio classico quale Miracleman da parte di Alan Moore, opera distribuita negli USA dalla Eclipse Comics e da molti considerata il caposaldo del Revisionismo del genere supereroistico con un approccio agli stilemi e tematiche del genere che lo portano a essere un fumetto esplicitamente dirette a lettori adulti. Tra l'altro il personaggio, nato come Marvelman in UK negli anni cinquanta per opera di Mick Anglo è di fatto un "clone" narrativo dell'originale Capitan Marvel di cui riprendeva diversi canovacci narrativi e persino diversi contesti e comprimari per lo sviluppo delle storie.
Il tutto viene però stravolto da Moore che ne usa le tematiche classiche per creare un supereroe complesso e psicologicamente instabile, spesso contraddistinto da un'etica discutibile. Alla luce di questa rivoluzione editoriale e culturale del fumetto l'editor Greenberg non ritiene Billy Batson e il suo alter ego come adatto a inserirsi, se non marginalmente, nel nuovo Universo DC e la stessa dirigenza della casa editrice non pare interessata a prendere i diritti su tutti i personaggi che componevano il variegato universo narrativo della Fawcett Comics, alcuni fondamentali per la mitologia di Capitan Marvel. Di parere opposto è Roy Thomas che considera Capitan Marvel «uno dei più grandi miti della cultura pop del ventesimo secolo». Il prestigio dell'autore lo porta a far passare il progetto che rivede le origini del Capitano e Billy Batson all'interno della continuity dell'universo DC post-Crisi (dal 1986) anche se però deve rinunciare all'utilizzo di alcuni fondamentali personaggi della Fawcett (che però la DC acquisirà in seguito). Il tutto avviene con la miniserie "origin story" The New Beginning coadiuvato dal disegnatore Tom Mandrake, pubblicata nel 1987. Sorprendentemente ottiene un insperato (per gli editor DC) successo. Il primo albo ha un buon numero di copie vendute alle quali segue un declino nelle vendite per i numeri 2 e 3, ma queste si impennano per il quarto e conclusivo albo.
L'editor Greenberger, Paul Levitz e Dick Giordano non possono che constatare che l'interesse per il personaggio pare essere tornato. Nonostante questo il lancio di una serie regolare viene rimandato creando una frattura tra Thomas e la dirigenza della DC; ma è proprio grazie alle insistenze dell'autore e i riscontri ottenuti che Capitan Marvel, la Famiglia Marvel e la sua moltitudine di nemici, tra cui spicca la nemesi Black Adam, non sono destinati a cadere nel limbo. Tra la fine degli anni ottanta e i primi anni novanta la DC utilizza il personaggio come personaggio di supporto (con ruoli secondari) all'interno di altre serie (come guest-star), negli universe-wide crossover, e bisogna sottolineare la sua presenza nel primo team della nuova Justice League post-crisi per opera di Jean Marc DeMatteis, Keith Giffen, una versione della Lega dove non sono i grossi calibri dell'universo DC a comporne il line-up ma piuttosto supereroi secondari e spesso trascurati dalla programmazione editoriale. Il titolo riscuote comunque un sorprendente successo dove le storie sono caratterizzate da toni più leggeri e meno epici con varie gag umoristiche che si vengono a creare tra i membri di un gruppo disunito e in cui mancano veri leader. John Byrne, estimatore del classico Capitan Marvel si propone di rilanciare il personaggio cercando di replicare quanto fatto con la miniserie The Man of Steel, un'opera fondamentale in cui si mettono la basi per la versione moderna di Superman. Trovando eccessive resistenze da parte degli editor, desiste e abbandona il progetto.
L'occasione per ripristinare il valore e la posizione del Capitano all'interno dell'Universo DC si ripresenta però nel 1994 con l'uscita della miniserie-evento Zero Hour: Crisis in Time, un'opera fortemente voluta da Dan Jurgens e diversi autori DC in seguito a delle incongruenze nella continuity DC che si erano verificate in una gestione non accorta nella formazione del nuovo universo narrativo post-crisi. Per chiarire ai lettori le origini (aggiornate) dei supereroi DC escono degli albi speciali (collegati a Ora Zero) di ogni serie in pubblicazione contraddistinti dall'essere il n. 0 delle serie. Qui si rinarrano e stabiliscono quelle che vanno considerate le origini (e nuovo contesto narrativo) per i supereroi DC. Parallelamente si vogliono aggiornare e riproporre, nei nuovi canoni, storici personaggi della Golden Age tra i quali riscuote particolarmente successo la nuova versione di Starman per opera di James Robinson e Tony Harris. I Senior Editor della DC sembrano riscoprire le potenzialità anche dei personaggi classici ormai trascurati e quindi appoggiano il progetto dell'ennesimo rilancio del Capitano proposto da Jerry Ordway e che nasce con l'avallo (inusuale per un supereroe) della produzione di una graphic novel dal titolo The Power of Shazam! che ci presenta le origini post-Ora Zero (dal 1994) del classico Capitan Marvel.
Nonostante il costo elevato (19 dollari e novanta centesimi) il titolo ha successo e di conseguenza il personaggio ottiene il varo di una serie regolare (che manca dagli anni settanta) che ne ristabilisce la mitologia, le nemesi e il contesto narrativo. La storia è interamente realizzata da Jerry Ordway (testi e disegni) mentre per la serie ne rimane ai testi ma i disegni sono affidati a Mike Wieringo che però preferisce dedicarsi alla nuova serie regolare di Robin. L'artista che ne prende il posto è Peter Krause rimanendo il disegnatore regolare della serie per oltre tre anni. Questa serie regolare dal titolo The Power of Shazam! conta 47 albi pubblicati tra il marzo 1995 e il marzo 1999. A questi vanno aggiunti lo speciale n. 48 (del 2010), albo collegato al crossover La notte più oscura e il n. 1.000.000 (novembre 1998) in cui ci viene presentata una versione di un lontano futuro del Capitano e che si collega alla miniserie DC One Million, ideata da Grant Morrison dove nel presente arriva l'ennesima incarnazione della Lega della Giustizia (denominata Justice Legion A) proveniente dall'Universo DC dell'853º secolo.

#### Origini post-crisi
Billy Batson è un ragazzino orfano che vive a San Francisco (non più nella città immaginaria Fawcett City creata per il personaggio negli anni settanta). Come nella versione classica (Golden Age) i poteri gli vengono donati dal Mago Shazam in un tunnel abbandonato della metropolitana. Le differenze più significative stanno nel fatto che il Dottor Sivana è lo zio di Billy ed è stato lui a ucciderne i genitori per appropriarsi della loro assicurazione sulla vita e finanziare i suoi esperimenti scientifici. Tra l'altro durante uno di questi, libera accidentalmente Black Adam dalla sua prigione in un'altra dimensione. Black Adam aveva ottenuto in passato gli stessi poteri di Capitan Marvel dal Mago Shazam. Il mago però si era pentito della sua scelta a causa della malvagità di Adam e così lo aveva imprigionato. Billy si trova ad affrontarlo come prima prova da supereroe e riesce a sconfiggerlo dimostrandosi degno dei suoi poteri magici.
L'innovazione più duratura di questa versione narrata da Roy Thomas consiste nello stabilire definitivamente che quando avviene la trasformazione del ragazzino Billy nell'adulto Capitan Marvel, la mente e le emozioni del supereroe rimangono quelle di un adolescente. Il fatto era già stato accennato fin dalla Golden Age ma non se ne erano mai accentuate le conseguenze sul comportamento di Capitan Marvel (per esempio l'impaccio, l'ingenuità e il senso di stupore tipici di un quindicenne).

#### Gli anni duemila
Dopo la fine della serie regolare di Jerry Ordway, Capitan Marvel si ritrova senza una serie regolare e sembra tornato a essere un personaggio su cui manca un reale piano editoriale. Dopo l'insediamento di Paul Levitz (fumettista, editor e appassionato di storia della DC Comics) vi è il desiderio di riproporre il personaggio e la sua importanza anche all'interno del mercato fumettistico degli anni duemila. Nell'ottobre del 2006 (data di copertina) esordisce la miniserie The Trials of Shazam!, una serie limitata di 12 albi che vede ai testi Judd Winick e ai disegni Howard Porter e Mauro Cascioli. Winick decide per un radicale cambiamento dello status quo di Capitan Marvel e la Famiglia Marvel. Quest'ultima risulta ormai priva dei superpoteri in seguito a una profonda crisi che colpisce il "mondo magico" dell'Universo DC che vede la morte del Mago Shazam (creatore di Capitan Marvel) e Billy Batson si trova a dover prendere il posto del suo mentore e custode della Roccia dell'Eternità. La storia segue le prove a cui Billy è sottoposto dagli Dei che controllano l'enorme potere destinato a essere ereditato dal giovane mortale. Parallelamente il ruolo di Capitan Marvel rimane vagante e avviene un cambiamento storico per il "più potente mortale della Terra". Per la prima volta nella sua storia editoriale il ruolo del leggendario Capitano non è più impersonato dalla figura di Billy Batson, ma il suo ruolo viene preso da un ex membro della Famiglia Marvel, Freddy Freeman. Tali cambiamenti sembrano scontentare i lettori e il progetto non presenta un reale seguito. Negli anni successivi è invece la nemesi e anti-eroe Black Adam ad assumere un ruolo più fondamentale all'interno dell'Universo DC. Il celebre attore si dimostra da subito interessato alla parte (nel 2007) ma le riprese del film iniziano solo nel 2020 dopo una travagliata gestazione e la première del cinecomic avviene nel 2022.
Siamo storicamente in un periodo di conflitti che si concentrano soprattutto in Medio Oriente e i fumetti DC tendono a risentire questo clima di conflittualità e violenza del mondo reale. Black Adam diviene quindi protagonista di una limited-series evento intitolata World War III e pubblicata a partire dal giugno 2007. La rabbia e la furia della nemesi di Capitan Marvel sono scatenate dall'uccisione della sua famiglia, il suo disprezzo e bisogno di vendetta contro il genere umano, lo portano a sferrare una serie di attacchi terroristici per tutto il globo. Arriva a lanciare una porta-aerei su New York, distrugge monumenti quali la Torre di Pisa e uccide Terra combattendo contro i Titans. Sferra il suo attacco alla Cina annientando il loro principale team di supereroi, ovvero i Great Ten. Il Governo di Pechino chiede aiuto agli USA che inviano sul posto la Justice Society of America insieme ad altri supereroi. A questi si unisce il suo storico rivale Capitan Marvel riuscendo ad avere la meglio e sconfiggendolo. Black Adam riesce a fuggire ma perde i suoi poteri tornando a essere (dopo migliaia di anni) un normale essere umano dal nome Theo Adam. A ottobre dello stesso anno esce la miniserie Black Adam: The Dark Ages dove ci viene presentata una versione più umana e riflessiva, che comincia a prendere consapevolezza delle atrocità commesse. La storia si dipana intorno ai suoi tentativi di riottenere i poteri perduti e di riportare in vita la sua amata Isis. La sua figura di anti eroe e villain viene in parte rivista e si mettono le basi per quella che sarà poi la visione del personaggio nel lungometraggio a lui dedicato e interpretato da Dwayne Johnson, un progetto che però richiede anni di sviluppo e ripensamenti da parte della Warner Bros.

## Gli anni duemila e dieci (l'epoca contemporanea)

### Shazam, nuova genesi (dal 2011)
A partire dal 2011 vi è un radicale rinnovamento dell'intero Multiverso DC Comics iniziato con la saga evento Flashpoint seguita a partire dal 2011 dall'ambizioso progetto The New 52 che vede il rilancio delle serie DC dal n. 1 nelle quali la continuity dei personaggi viene azzerata o comunque rivista e integrata nel tentativo di compiacere eventuali nuovi lettori e dare una nuova prospettiva e idee all'Universo DC. Prende forma il terzo multiverso della casa editrice. La supervisione creativa del progetto è affidata ai due co-publisher Dan DiDio e Jim Lee e a Geoff Johns principale direttore creativo, (all'epoca) vice-presidente e responsabile come supervisore e sceneggiatore degli adattamenti cinematografici e televisivi dei supereroi DC, con l'esclusione dei progetti affidati a Zack Snyder che aveva preteso una gestione autonoma dei film da lui diretti. Lo storico personaggio di Capitan Marvel subisce un reboot della sua decennale storia, il suo nome è definitivamente cambiato in "Shazam" (per evitare conflitti e confusione con i vari Capitani omonimi della Marvel Comics) e l'arduo compito di creare una versione del personaggio che non tradisca la sua eredità e identità editoriale ma al contempo lo renda appetibile per le nuove generazioni, viene affidata a Geoff Johns, affiancato dal disegnatore Gary Frank. I due hanno già collaborato sulle pagine della storica Action Comics per poi realizzare la miniserie Superman Secret Origin che di fatto stabilisce i paradigmi definitivi del personaggio fissandone (con alcune modifiche successive) le origini definitive, quelle canoniche con i fumetti tuttora pubblicati sull'iconico supereroe. Geoff Johns è inoltre reduce dal rilancio di due storici personaggi Silver Age quali Hal Jordan con la miniserie Green Lantern: Rebirth e Barry Allen con Flash: Rebirth. Due opere che offrono una rivisitazione delle origini e peculiarità dei due personaggi e ne sanciscono il definitivo ritorno/rinascita all'interno della continuity dell'Universo DC degli anni post-2000.
Geoff Johns dichiara che vuole rispettare gli elementi fondanti di un personaggio quale Shazam e il suo alter ego Billy Batson, fattori che lo hanno reso un eroe unico nel panorama fumettistico capace di superare persino la popolarità di Superman nei primissimi anni quaranta. Tra questi vi è il valore della famiglia intesa non come legame di sangue ma il forte legame tra un gruppo di persone che condividono nobili principi, fiducia reciproca e sostegno incondizionato, terreno fondamentale per alimentare la crescita emotiva e morale di un orfano quale Billy. A questo si aggiunge l'importanza della magia intesa come potere scaturito dalla propria anima e determinazione, capace di manipolare (sia in positivo, sia in negativo) la realtà a un livello superiore rispetto alla scienza, al razionalismo e al neo-materialismo dilagante nella civiltà occidentale. Per ottenere tale risultato e sviluppare il potere che gli è stato affidato deve compiere un viaggio all'interno del suo animo per riscoprire il valore dell'amicizia, dell'altruismo, della fiducia in sé stesso e nella necessità di dare alla nostra epoca un simbolo di speranza e fiducia. Questo nonostante forze occulte e portatrici di un'Apocalisse vorrebbero rimodellare l'intera civiltà sotto il loro comando, e che nel fumetto sono rappresentate dalle due nemesi storiche Black Adam e Dottor Sivana. Johns si trova però ad affrontare un personaggio classico che non ha mai finora affrontato un reale processo di modernizzazione, Billy/Shazam, la Shazam Family, i supervillain, e i comprimari rispecchiano ancora le caratteristiche forgiate nell'ambiente socio-culturale degli anni quaranta e cinquanta (quando era pubblicato dalla Fawcett Comics).
La stessa DC dopo averne acquisito la proprietà a partire dagli anni settanta, ne mantiene le prerogative e tematiche della Golden Age e il processo di rinnovamento del personaggio è solo marginale anche durante il periodo post-crisis (dopo il 1986). Negli anni novanta vi è l'acclamato ciclo di storie di Jerry Ordway che però sembra celebrare gli aspetti classici del personaggio la cui impostazione risulta proporlo come un mero clone di un personaggio quale il Superman della Bronze Age. Johns e Frank privano invece il personaggio dell'eroismo classico approfondendo l'umanità del protagonista dotandolo di problemi, insicurezze e di un marcato cinismo riscontrabili in un ragazzo che a quindici anni si ritrova ancora in un orfanotrofio, ha problemi disciplinari ed è già stato respinto da 4 famiglie affidatarie. Si tratta di un ragazzo introverso, pieno di risentimento e rabbia e che ha perso la fiducia in sé stesso e nel prossimo. Di fatto è un disadattato che affronta la più recente adozione presso la famiglia Vasquez come un tentativo destinato a fallire, in quanto si sente (inconsciamente) incapace di appartenere a un nucleo familiare capace di amarlo e accettarlo. Irascibile e schivo è un ragazzo figlio di un America ormai segnata da differenze sociali, perdita di un'identità nazionale e di una sfiducia verso le istituzioni e persino la pietra angolare su cui si basa ogni società ovvero la famiglia. In questo Billy è quindi un personaggio è agli antipodi dell'incarnazione originale, un adolescente ingenuo, eroico e dal cuore nobile che a dispetto delle avversità conserva la fiducia nel grande sogno americano.
Mentre nelle origin story classiche di Capitan Marvel, il giovane orfano è stato scelto per la sua nobiltà d'animo, nella versione moderna del duo Johns-Frank il mago supremo ultimo protettore della Roccia dell'Eternità (la più grande fortezza della Magia esistente), si ritrova a scegliere quasi per caso Billy come il nuovo Shazam, in quanto il Dottor Sivana ha trovato e risvegliato Black Adam, una minaccia che solo i poteri di un vero paladino della Magia può fermare. Nonostante questo in Billy si mantengono "sotto la brace" (come affermato dal Mago") dei propositi nobili e un coraggio senza pari. Non è la scelta perfetta ma d'altra parte non ha trovato di meglio. Da questo presupposto parte il viaggio di crescita di un ragazzo che di ritrovare la fiducia negli altri, la capacità di guardare a un futuro migliore e la capacità di credere in sé stesso, elementi propulsori del suo vero potenziale come supereroe e come uomo. Anche qui è da sottolineare la capacità di riportare interesse verso personaggi dell'epoca classica rendendoli appetibili (e più umani) per le generazione degli anni duemila. Il reboot del personaggio viene pubblicato come back story (o storia di appendice) sulla serie della Justice League della linea The New 52. Il formato è quello di short story che vanno a comporsi in una origin story in 13 capitoli dall'emblematico titolo La Maledizione di Shazam!, pubblicata tra il 2011 e il 2013 sui nn.7-11, il n.0, i nn.14-16 e 18-21 della testata Justice League.

### La maledizione di Shazam!(2011-2013)

#### Premessa
Il personaggio subisce un reboot nel 2011 dove Geoff Johns e Gary Frank creano la versione moderna di Capitan Marvel, che cambia definitivamente nome in Shazam! ed è quella canonica con gli albi pubblicati all'interno della continuity dell'Universo DC attuale che ufficialmente è il Terzo Multiverso DC. All'interno di questo contesto narrativo i personaggi classici e le loro avventure esistono ancora e le loro storie sono ambientate su Terra-5 di questo ennesimo multiverso. Comunemente è conosciuto come "Thunderworld" dove, oltre alle storie della Famiglia Marvel si collocano tutti gli albi pubblicati dalla storica casa editrice Fawcett Comics. Rispetto alla versione classica del personaggio Johns vuole sottolineare la vera peculiaretà di Capitan Marvel ovvero il suo rapporto con la Magia spesso associata nei fumetti a qualcosa di oscuro e misterioso, raramente associata alle origini di un supereroe.
Osservando come spesso viene rappresentata negli attuali albi della DC si accorge che è sempre connessa a qualcosa di oscuro come viene evidenziato nella serie Justice League Dark o lo stesso Swamp Thing di Alan Moore. Con Shazam vuole evidenziare come invece l'aspetto più rilevante sia la meraviglia, il grande mistero e sopra ogni cosa rappresenta un elemento fondante dell'immaginazione e dello splendore della vita, ormai dominata da materialismo e scetticismo. Inoltre un eroe connesso ad essa gli dà la possibilità di esplorare mondi fantastici (che nel fumetto sono i 7 Regni) quali ad esempio quello di Alice nel Paese delle Meraviglie, il meraviglioso mondo del mago di Oz o quello in cui si svolgono le vicende narrate nelle Cronache di Narnia. Inoltre non ci troviamo di fronte un esploratore solitario, ma un supereroe che a partire dalle sue origine ha bisogno di una famiglia con cui condividere i suoi magici superpoteri (la Marvel Family), un legame fondamentale e che sottolinea come ciò che noi siamo, la nostra vera forza nasce dal nucleo familiare. Questo non deve essere necessariamente quello che ti ha dato la vita dal punto di vista biologico (Billy viene abbandonato e vive come orfano), non è un semplice legame di sangue ma è qualcosa che può nascere solo tra spiriti affini, persone con cui condividi davvero un forte legame spirituale, non è una questione di linea di sangue. Ma dove brilla una forte luce non mancano usurpatori e parassiti che nel fumetto sono ben identificata dal Dottor Sivana e Mister Mind, due esseri completamente diversi Sivana è umano mentre Mr. Mind è un bruco repellente ma molto ambizioso e desideroso di acquisire potere anche se solo per fini distruttivi. D'altra parte la storia ha insegnato come qualsiasi potere, per quanto presente o costruito a fin di bene, venga inesorabilmente sfruttato da persone egoiste e senza scrupoli.

#### Le origini di Shazam!
(Billy Batson)
Billy Batson è un ragazzino di 15 anni, nato negli anni duemila ed è stato abbandonato dai suoi genitori biologici. Nel corso della sua vita è già stato adottato da quattro famiglie ma poi è stato rimandato all'istituto di adozione in seguito a un carattere scontroso e violento, che gli hanno causato problemi di adattamento con le scuole, le istituzioni e le famiglie affidatarie. Nonostante sia un adolescente (periodo già problematico per una possibile adozione) la sua tutrice, che tra l'altro non vede l'ora di sbarazzarsene, gli riesce a trovare due genitori adottivi, il signore e la signora Vasquez, una coppia che ha già adottato cinque figli e pare disposta a prendersi cura anche di Billy. Convinto di essere respinto e (inconsciamente) consapevole di non poter essere amato o accettato, il ragazzo affronta la nuova realtà familiare con un atteggiamento scontroso e pieno di rabbia che riversa contro i suoi nuovi fratelli. Indubbiamente ha un carattere introverso e cinico, incapace di avere fiducia nel prossimo e in una società nella quale nota solo degrado e ipocrisia.
Parallelamente a queste vicende lo scienziato e studioso di esoterismo Dottor Sivana, è da anni che approfondisce le sue ricerche sugli antichi miti che riguardano la Roccia dell'Eternità, una fortezza leggendaria che raccoglieva il consiglio supremo dei maghi ed era depositaria di un potere (di origine magica) che surclassava le possibilità e le conoscenze sviluppatesi in epoca moderna con lo sviluppo scientifico e il razionalismo positivista, elementi fondanti della nostra civiltà dai tempi di Cartesio. Grazie a dei testi di un'epoca perduta è di alcune scoperte archeologiche effettuate sia in Egitto sia nell'antica Mesopotamia si convince dell'esistenza di Black Adam, un individuo scelto dal consiglio dei maghi come depositario di un potere magico mai appartenuto prima a nessun uomo. Il suo scopo era quella di proteggere l'umanità da una minaccia chiamata i Sette peccati capitali e liberare il mondo dalle tirannie. Inizialmente le cronache lo indicano come un paladino adatto a eseguire i compiti a lui preposti dal Consiglio dei Maghi. Viene acclamato come colui che libera Kahndaq (il suo paese) e aver sconfitto i sette peccati capitali pare scomparire da ogni testo antico. Si ipotizza che avendo preteso una sua autonomia d'azione e allontanatosi dalla Roccia dell'Eternità sia stato sepolto, anche grazie all'aiuto dei faraoni egiziani, in una tomba/prigione protetta da sigilli magici affinché, nonostante immortale, vi rimanga relegato per sempre. Il Dottor Sivana riesce a individuare il luogo di sepoltura a una settantina di chilometri a nord di Baghdad in una segretissima e molto antica caverna sotterranea. Dopo anni di ricerche lui e il suo team l'hanno individuata e rompendo un muro ricoperto da sigilli magici liberano un furioso Black Adam pronto a scatenare la sua ira sul Mago (colui che siede sul trono della Roccia dell'Eternità) e sui nuovi faraoni del mondo. Durante la frantumazione della parete magica che lo imprigionava si liberano dei fulmini mistici che colpiscono un occhio di Sivana, rendendolo capace di vedere la Magia oltre il velo della realtà percepita dai sensi e dalla ragione. La rinascita di Black Adam viene percepita dal Mago, ormai unico superstite dell'antico consiglio dei Maghi, un vecchio e stremato individuo vicino alla fine della sua esistenza e avendo fallito per secoli nel tentativo di trovare un uomo dal cuore nobile capace di divenire il nuovo depositario del potere della Magia. Ma ora non c'è più tempo, bisogna trovare un nuovo paladino che sia depositario di un potere capace di fronteggiare la minaccia di Black Adam.
Quest'ultimo ha rivolto la sua ira contro il team di Sivana sterminandolo, ma lascia vivo lo scienziato, in quanto riesce a esprimersi nella sua lingua o qualcosa di simile e gli sembra possieda capacità e conoscenze che gli possano tornare utili a destreggiarsi in un mondo per lui nuovo. Sivana lo porta a New York, la sua sede è una delle città più importanti dell'epoca attuale. Black Adam si rende subito conto che la differenza tra questa civiltà e quella in cui ha vissuto migliaia di anni fa è solo apparente. Esistono infatti un'élite di potere che lui individua come i nuovi Faraoni e delle masse che vengono soggiogate e manipolate. Le disparità sociali, la concentrazione di ricchezze, la cattiva gestione del potere politico (corrotto) sono rimaste. Decide quindi che il suo nuovo compito sarà quello di portare un'Apocalisse in questo (apparentemente) nuovo mondo per poi ricostruirlo sotto il suo comando, ma prima apre un portale interdimensionale per raggiungere la Roccia dell'Eternità e vendicarsi su colui che lo ha imprigionato. Avendone anticipato l'arrivo, il Mago compie un'ultima invocazione per trasportare nella magica dimora un essere umano degno di diventare il nuovo avatar della magia. Con sua enorme sorpresa si ritrova materializzato di fronte un incredulo Billy Batson. Ne percepisce l'animo pieno di rabbia, cinismo e rancore e inizialmente lo ritiene non degno del compito che deve affidargli ma non ha più tempo e il ragazzo nasconde un potenziale nel suo animo che potrebbe, nelle giuste condizioni, portarlo a essere quel campione dell'umanità e nuovo Messia dell'antica magia di cui ora il mondo necessita. Gli svela quindi come ultimo atto della sua lunga esistenza la parola che deve pronunciare (con fede e convinzione) affinché avvenga la trasformazione. La parola magica è Shazam!.
Billy si vede colpito da un fulmine e trasformato in un uomo adulto con un costume rosso e un mantello sentendo scorrere dentro le sue membra un potere mai immaginato prima. Il Mago muore e la Roccia dell'Eternità viene magicamente sigillata. Quando arrivano Sivana e Black Adam è ormai tardi e questi capisce che è stato creato un nuovo avatar della Magia che serve a fermarlo. Nel frattempo però Billy, ora divenuto Shazam si aggira per la città insieme al primo dei suoi fratelli adottivi a cui ha rivelato quanto è successo, si tratta di Freddy. I due girano per la città cercando di sfruttare il nuovo potere di Billy per far soldi, comprare birra e divertirsi, arrivano persino a scassinare un bancomat. Billy odia i bulli e prepotenti e quindi sventa anche qualche rapina o aggressione ma poi si fa pagare dalle possibili vittime che ha salvato. I suoi primi pensieri su cosa fare nei panni di Shazam non sono nobili o altruistici ma sono tesi a realizzare i suoi desideri repressi da anni di vessazioni e carenze economiche. Mentre pensa a usare i suoi poteri per scopi personali arriva a Filadelfia Black Adam e lo attacca per uccidere il nuovo campione della Roccia dell'Eternità. Preso di sorpresa, Billy non riesce a reagire e viene preso dalla paura e quindi scappa e, per nascondersi pronuncia la parola magica per ritornare un semplice quindicenne di cui Black Adam perde le tracce, in quanto viene a mancare quel legame tra i due che viene chiamato la "connessione con il fulmine", fonte inestinguibile del potere magico e che si manifesta quando avviene la trasformazione in Shazam.
La breve lotta tra i due è sufficiente a creare gravi interferenze nei campi elettromagnetici e la città cade in un black out. Freddy nel frattempo è riuscito a tornare a casa e racconta ai fratelli gli incredibili avvenimenti ai quali ha assistito. Anche se increduli i ragazzi adottivi della famiglia Vasquez decidono di andare alla ricerca di Billy che è andato a rifugiarsi allo zoo, un luogo dove si sente a suo agio e dove si confida con una tigre a cui va a far visita sin da quando era piccolo. Freddy ne è a conoscenza e quindi lo trovano, spronandolo a mostrare coraggio e bloccare la terribile minaccia che colpisce la loro città. Nel frattempo il Dottor Sivana su indicazioni di Black Adam riesce a rintracciare le 7 persone che inconsapevolmente nascondono l'identità immortale dei 7 peccati capitali e grazie ai suoi nuovi poteri sulla magia, amplificati dallo stesso Black Adam, li riporta alla loro forma e coscienza originaria. Sono pronti a scatenarsi sull'umanità.
Billy svela ai fratelli che vuole trovare un modo per ritornare alla Fortezza del Mago e cedere un potere di cui non si sente degno di possedere. Mary, la più adulta del gruppo lo sprona a non sottovalutarsi e gli ricorda il coraggio da lui dimostrato a scuola quando si è scontrato con ragazzi più grandi di lui che bullizzavano Freddy. Billy sembra non dargli retta ma su una superficie riflettente torna a vedere l'immagine di una donna che dice di chiamarsi Francesca, rappresentante e protettrice di uno dei 6 regni della Magia di cui la Terra farebbe parte. Lo avverte che la minaccia di Black Adam minaccia tutte queste dimensioni da cui dipende l'ordine cosmico e solo lui può affrontarlo, in quanto, una volta conferita, la connessione con il Fulmine non può più essere tolta da un individuo. Inoltre il Mago ha sacrificato la sua vita per invocarla un'ultima volta e donandola a lui. Tra l'altro gli rivela che in tutti i 6 regni lui e Adam sono rimasti gli unici due a incanalare il potere del Fulmine e lei sostiene che percepisce la forza della sua anima, ha davvero le potenzialità per diventare il più potente mortale sulla Terra ma deve vincere le sue paure e insicurezze, i veri ostacoli che un uomo deve affrontare per poter crescere e trovare il suo potenziale. La vera sfida non è con Black Adam ma risiede dentro di lui. Gli arriva a confidare il vero fondamento del Potere: «(non sono i nemici o le difficoltà esterne) [...] ma sono gli errori... e le tragedie che affrontiamo in noi stessi come nei regni, che ci rendono più che mortali. Il Bene che facciamo in vita è ciò che ci rende immortali».
Quando Black Adam scova Billy e minaccia i suoi fratelli adottivi, qualcosa nell'animo del ragazzo si smuove e si sente pronto a lottare contro il suo predecessore, quindi si trasforma in Shazam. La lotta è impari, in quanto l'esperienza e il potenziale di Adam surclassa la capacità del nuovo prescelto di avere piena padronanza del Potere del Fulmine. Inoltre l'incarnazione dei 7 peccati capitali ha trovato l'anima più corrotta della città, quella del ricco e prepotente Mister Brier, già astioso nei confronti di Billy, in quanto ha aggredito a scuola i suoi due figli in seguito ai loro atti di bullismo. Brier viene trasformato in essere mostruoso che sembra scaturito dalle viscere dell'Inferno e infatti porta sul petto una croce inversa a cinque punte. Black Adam ha ora un altro potente alleato e Shazam sembra non avere possibilità. Ma è in questo momento che Billy capisce il valore della famiglia e come la vera forza de un individuo, come suggeritogli da Francesca, nasca dai legami familiari e dal sostegno di cui ogni individuo ha bisogno per rimettersi in piedi. Si ricorda inoltre che i suoi poteri, legati al simbolo mistico del fulmine, possono essere condivisi e quindi decide di cederne una parte a tutti i suoi fratelli che subiscono una trasformazione simile alla sua e ognuno con le proprie particolarità e costume acquista dei superpoteri.
Nasce un team che passerà alla storia e al mito come la Marvel Family, un'incarnazione collettiva del Fulmine Vivente. Insieme riescono a reggere l'urto della furia di Adam e dei suoi alleati, ma il compito della sfida finale tra i due prescelti ricade su Billy. La loro battaglia si sposta alla Zoo della città dove Billy decide di dare parte del suo potere alla Tigre a cui si è affezionato fin da bambino, la quale attacca furiosamente Adam. Questo però toglie in parte le forze sia a lui sia al resto della Marvel Family. Adam non comprende questa cessione di parte dei suoi poteri, lui crede solo in sé stesso e vuole per sé ogni frammento dell'energia del Fulmine. Billy però è un ragazzo intelligente e conosce la storia del suo avversario, lo sfida quindi su piano differente ritrasformandosi nella sua originale versione di ragazzino quindicenne. Invita Adam a fare lo stesso, trovi il coraggio di affrontarlo come un essere umano. Sono millenni che non torna nella sua forma mortale, ma in un eccesso di presunzione accetta la provocazione del ragazzino. Improvvisamente viene pervaso dai ricordi e dalle colpe del suo passato. Viene tormentato dal terribile atto con il quale aveva ucciso il suo stesso nipote, il prescelto originario del consiglio dei Maghi, per non voler condividere il Potere con nessuno. Progressivamente il suo corpo mortale pare non sopportare il peso del Tempo e comincia inesorabilmente a indebolirsi. Billy non si lascia sfuggire il momento di debolezza della sua nemesi oscura e pronuncia la parola magica "Shazam!". La potente scarica di energia che provoca la trasformazione è sufficiente a rendere in brandelli un uomo ormai vecchio e pentito come Adam, la battaglia è vinta. Venendo a mancare la fonte del suo potere anche Brier perde la sua forma demoniaca e i 7 peccati capitali fuggono così come lo stesso Dottor Savana. L'umanità ha il suo nuovo Campione e un valoroso team di supereroi pronti a difenderla dalle minacce provenienti da altri mondi, regni magici o dalla malvagità che può attecchire e crescere in alcuni esseri umani.

#### Shazam e le Sette Terre Magiche
È passato un anno da quando Billy vive con la famiglia Vasquez e lui ha ricevuto i poteri di Shazam, poi trasferiti agli altri fratelli acquisiti. In questo arco di tempo ha aperto il suo cuore a questa variopinta famiglia e ha ripreso fiducia nei rapporti umani e nella loro importanza per poter acquisire speranza e ottimismo per il futuro. Nel frattempo, grazie ai poteri del mago, lui e i suoi fratelli hanno cominciato ad agire come una sorta di superteam che ha sventato crimini e combattuto malavitosi nella città di Filadelfia. Nonostante questo non sono ancora ben identificati agli occhi della polizia e della popolazione, anche perché non hanno ancora concordato su un nome ufficiale del team e mancano di relazioni pubbliche e non si sono mai presentati ai media. Hanno però compiuto di recente una scoperta sorprendente ovvero che attraverso un armadio della camera di Billy possono accedere alla Roccia dell'Eternità, la fortezza magica più importante della storia e luogo dove il Mago incontrò Billy prima di spirare. Ora il luogo è deserto e nascosto in un crocevia tra i Regni Magici ma un tempo la Fortezza era visibile a tutti, probabilmente localizzata nell'antica Mesopotamia ed era la sede del Concilio dell'Eternità, formato da sette maghi e maghe il cui scopo era proteggere l'umanità da minacce sovrannaturali. Questo fino a quando il Campione Oscuro scatenò contro di loro i Sette Peccati Capitali, esseri potenti e malvagi che li uccisero tutti, tranne il Mago che decise di sigillare il luogo e nasconderlo al resto dell'umanità.
I ragazzi Vasquez spesso vi si recano per esplorarne i segreti e l'incredibile vastità dell'edificio, infatti Eugene Choi si è posto il compito di mappare l'intera Fortezza e cercare di capire l'origine dei loro poteri. Una sera, prima di andare a dormire, tentano un'altra esplorazione, ma questa volta scoprono una stanza sotterranea, verso cui convergono sei tunnel con rotaie, su cui sono posizionati altrettanti treni dalle fattezze differenti e con cartello indicante località diverse. Su una parete di questa bizzarra centrale ferroviaria vi è una mappa l'insegna The Magiclands (ovvero "le terre magiche") ognuna contraddistinta da un simbolo magico e una differente morfologia del territorio. Al centro, dove si trovano loro il simbolo è lo stesso tuono sul petto del costume di Shazam (e quello del resto della Shazam Family). La Terra è identificata come Earthlands mentre il nome delle altre si trova sulle locomotive dei rispettivi treni e sono Wildlands, Darklands, Funlands, Gamelands, Wozenderlands, Monsterlands. Nel frattempo Freddy è già salito su quella che porta alle Funlands e vi ha trovato un opuscolo che la descrive come un immenso Lunapark e invita tutti a salire. Mary è contraria, in quanto non conoscono nulla di tali luoghi, ma gli altri insistono a partire e inevitabilmente li segue.
Il posto in cui arrivano è effettivamente un grande Lunapark gremito di famiglie e ragazzi che si stanno tutti divertendo e sperimentando le varie attrazioni, i gustosi cibi e tutti i tipi di divertimenti come le Montagne Russe, giostre varie, case a tema, castelli e tutto ciò che un ragazzo si aspetta da una località in stile Disney World. Mary decide che si danno un'ora di tempo prima di tornare ma dopo poco arriva una piccola locomotiva che trascina un vagoncino con un trono verde. Su questo è seduta una bizzarra figura vestita in parte da monarca (con tanto di sontuosa corona) e in parte da giullare di corte. Afferma di essere il "King Kid" di quel Regno e il settimo Campione della Shazam Family. Sostiene che sia sempre stato così fin dai tempi del Concilio dei 7 antichi maghi. Inoltre afferma di essersi ritrovato in quel luogo mentre fuggiva in un bosco inseguito dal suo violento padre. Sostiene che lo ha trovato completamente disabitato e senza nessun edificio ma vi ha trovato una bacchetta magica che gli ha permesso di realizzare tutto ciò che li circonda. La prima cosa che ha creato è stata una giostra su cui si è divertito per giorni e col tempo sono stati trasportati li altri bambini e ragazzi in fuga dalle loro famiglie che abusavano di loro. Il suo scopo è stato quello di renderli felici e dargli una nuova casa.
Col tempo ha scoperto che in passato i sette regni magici sono stati distrutti da un essere a forma di bruco deforme chiamato Mr. Mind e il suo gruppo di mostri e adesso c'è bisogno di 7 campioni che vadano in soccorso di quelle terre che sono ancora devastate e che sappiano rintracciare e distruggere questa antica minaccia. Mary sostiene che devono rifletterci prima di donargli il loro potere del Fulmine e che ora tornano a casa dai loro genitori. King Kid è stupito che vengano da una famiglia felice ed è molto irritato per il rifiuto e scatena contro di loro la sua guardia composta da clown che gli tappano immediatamente la bocca per evitare che dicano la parola magica ma Billy, Pedro e Eugene riescono lo stesso a trasformarsi ma si ritrovano in una stanza con diverse porte in cui gli altri sono stati gettati per ritrovarsi in altri regni. Darla e Freddy precipitano nelle Wildlands, mentre Pedro e Eugene cercando di recuperarli si ritrovano nella Gamelands. Shazam viene fatto apparentemente prigioniero da King Kid che si sente ulteriormente tradito dal vedere che Billy è un adulto nella sua trasformazione in supereroe e lui non si fida di nessun persona maggiorente.
Billy ha quindi modo di scoprire il terribile segreto dietro le apparenze di Funlands. Il giovane RE lo porta nei sotterranei del Regno chiamati The Below e qui assiste ad una situazione terribile, tutti i ragazzi arrivati a Funlands, una volta adulti vengono ridotti in schiavitù e obbligati a lavori forzati al fine di mantenere sempre in funzione i parchi giochi del Regno. Anche Mary si trova qui con la bocca sigillata da una mascherina di ferro al fine che non si trasformi. Anche gli altri membri della Shazam Family sono in difficoltà. Darla e Freddy sono trovano imprigionati nelle Wildlands, in una città civilizzata, ma abitata da ogni specie possibile di animale antropomorfo e il cui leader è il sindaco elefante chiamato Krunket. Si tratta di un eroe della grande ribellione, che portò allo sterminio di quasi tutti gli esseri umani, colpevoli di aver cacciato, mangiato e sottomesso le specie animali che lui ritiene invece eticamente e intellettualmente superiori. Queste sono in grado di parlare e di aver sviluppato un avanzato sistema culturale. I due intrusi sono portati in giro per la capitale e mostrati ad un'incredula folla che ne invoca la condanna per divorazione da parte delle Tigri, l'unica specie ritenuta ancora più pericolosa dell'uomo, in quanto durante la grande rivolta ha tradito i suoi simili, aiutando gli avversari.
In questo regno Freddy e Darla scoprono di non potersi trasformare, forse perché non è presente Billy (origine dei loro poteri) e dopo un processo farsa sono condannati. Pedro e Eugene si trovano invece su Gamelands dove però scoprono che ogni abitante ha uno score che ne valuta le capacità ludiche e l'unico modo per andarsene è quello di possedere un I.D. con l'esorbitante cifra di un milione di punti che però si può ottenere solo battendo l'invincibile (finora) Gamemaster. Inizialmente Eugene è ottimista, in quanto è un fenomeno dei videogiochi fin dall'età di 5 anni. Il problema è che lui non può partecipare alle gare, in quanto insultando le guardie/giudice il suo score è divenuto troppo negativo, spetta quindi all'impacciato Pedro partecipare al challenge anche se sostiene di non aver eccelso in nessun tipo di gioco nella sua vita.
Black Adam è però arrivato alla Roccia dell'Eternità e scopre che la Shazam Family ha commesso un errore che minaccia tutti i Regni, riattivandone l'accesso attraverso i tunnel ferroviari, ormai sigillati da tempo immemore. Solo il tunnel che porta a Monsterlands non si è sbloccato. Subito si lancia verso Funlands dove percepisce la presenza di Billy. Durante il tragitto che percorre volando viene colpito da una potente scarica di tuono che lo tramortisce e si trova di fronte il Dr. Sivana che vuole che si unisca a lui nella Società di Mr. Mind. Sivana è infatti posseduto dal bruco Mr. Mind che si trova nel suo cervello e gli dona un potere sul tuono magico al pari (se non superiore) al suo e quello di Shazam. I due si sfidano in uno scontro epico, da cui esce vincitore Sivana. La battaglia genera un tale stravolgimento negli equilibri della magia che Billy e Mary si ritrovano catapultati nelle loro stanza a casa Vasquez nella loro forma umana e questo mentre combattono contro King Kid e i suoi soldati clown. La stessa cosa non capita agli altri fratelli, in quanto Darla e Freddy non hanno potuto trasformarsi nelle Wildlands mentre Pedro e Eugene durante la sfida al Gamemaster si ritrovano di fronte il Mago misteriosamente ancora vivo e che sostiene che c'è bisogno del loro intervento a Wozenlands dove i tre si rimaterializzano. Qui il Mago gli rivela che sono alla ricerca di Alice e Dorothy e infatti l'ambientazione di questo Regno incorpora elementi delle terre magiche descritte nel Paese delle Meraviglie di Lewis Carroll e Il meraviglioso Mago di Oz di L. Frank Baum.
Qui comunica ai due membri della Shazam Family che la loro famiglia di eroi è ancora vulnerabile, in quanto manca un settimo Campione che possa completarli e realizzare il loro destino. Il fine ultimo della loro creazione come supereroi magici è infatti quello di prendere posto sui 7 troni del Concilio degli antichi maghi e proteggere i Regni riportandone l'ordine. Nel frattempo a casa Vasquaz Billy vi trova il suo padre biologico che di fronte ai due genitori adottivi, sconvolti per la sua visita, gli rivela che ha bisogno di lui per ritrovare la madre. Giustifica la sua assenza sostenendo di essere stato in carcere perché aveva preso delle strade sbagliate ma adesso si è redento e vuole riformare la sua famiglia. Billy si commuove per le sue vicende umane e i due si abbracciano con affetto. Billy deve però andare alla ricerca dei suoi fratelli ancora dispersi nei Regni magici e per il momento non segue il padre. Mary per poterne giustificare la sparizione ai genitori gli rivela che tutti loro sono dei supereroi con poteri derivanti da una magia e insieme a Billy si trasformano. I Vasquez sono inizialmente attoniti ma poi diventano entusiasti di allevare dei figli che sono dei Campioni che difendono la Terra da minacce potenti e surreali. Shazam parte immediatamente alla ricerca, mentre Mary rimane per andare a cercare l'aiuto della Justice League of America con i genitori.
Nelle Wildlands Darla e Freddy vengono gettati nella tana delle tigri dove però vengono salvati da una tigre che ha rispetto per ogni forma di vita e riesce a portarli fuori dalla fossa. Il suo nome è Tawky Tawny e fugge con loro, andando a nascondersi nei tunnel della metropolitana cittadina, dove il gruppo spera di trovare un passaggio che li riporti su Earthlands. Riescono a trovare un possibile portale, ma invece di raggiungere la meta si ritrovano nella tenebrosa e incolore Darklands. Un Regno abitato da esseri-Zombie al quale si accede attraverso le tombe di un genitore. Shazam riesce però a raggiungerli e su suggerimento di una sua versione spettrale gli viene detto di raggiungere un enorme campanile che li può portare in salvo. Seguendo le istruzioni Darla, Freddy, la Tigre e Billy si ritrovano a casa Vasquez apparentemente in salvo. Nel frattempo Black Adam raggiunge una provvisoria alleanza anche grazie al fatto che Mr. Mind ricrea i Sette peccati capitali. Il piano per colpire la Shazam Family è quello di rapire il padre biologico di Billy ed arrivare a costringerli ad arrendersi per sottrargli ogni potere magico. Durante la sua presenza nelle Darklands, Billy si trova di fronte un zombie uscito da una tomba con una strana incisione sulla lapide ovvero Here lies Capitan Marvel Senior. La creatura lo avverte che suo padre è in pericolo. Una volta tornato sulla Terra si lancia alla sua ricerca e scopre che sta per essere rapito da Black Adam e i Sette peccati capitali. Arriva in tempo per sferrare un attacco a sorpresa alla sua nemesi.
Gli alleati del suo nemico riescono però a prenderlo e cercano di ucciderlo facendolo precipitare dopo averlo sollevato in volo. Black Adam gli impedisce di soccorrerlo ma Billy gli urla di pronunciare la parola magica Shazam! e il padre mentre precipita si trasforma in un supereroe della Shazam Family con un costume identico a quello del figlio tranne il colore del costume che è giallo. I poteri acquisiti di permettere all'incredulo genitore di salvarsi. Rapidamente deve accettare che l'adulto Shazam! è Billy, gli altri fratelli sono la Shazam Family e poi segue il figlio contro i nemici con cui stanno combattendo. Approfittando della confusione il Dottor Sivana/Mr. Mind si reca nella stazione ferroviaria alla Roccia dell'Eternità, il loro scopo è accedere al Regno Monsterlands il cui tunnel non si è dischiuso. Il motivo risiede nel fatto che i 7 maghi originali non lo hanno semplicemente sigillato ma bloccato con uno dei più potenti incantesimi di occlusione esistenti, ma questo non è un problema per i poteri di Mr. Mind che ne apre l'accesso. Durante la battaglia i membri del team a parte il Capitano non riescono a mantenere costantemente la loro forma/potere di supereroi, ma questo era previsto dal Mago. Billy, dopo l'incontro col padre ha il cuore diviso, inconsciamente pare che ora abbia dubbi su chi sarà la sua famiglia e i legami familiari e l'amore che vi si condivide sono alla base della vera connessione di potere della Shazam Famyly. Il mago lo percepisce e li trasporta su Wonderlands per poterglielo spiegare.
Qui si trovano di fronte anche lo Spaventapasseri che gli spiega che quel Regno è una fusione tra quello del Mago di OZ e il Paese delle Meraviglie. Dorothy e Alice stanno prendendo tempo per radunare un'armata contro la minaccia delle streghe che poi si propagherebbe anche agli altri Reami. Nel frattempo King Kid con la sua bacchetta magica raduna e forma un'armata di clown giganti e mezzi corazzati ed arriva alla Earthlands per cercare la sua vendetta su Billy e i genitori della sua Terra natia ma la sua sconfitta è inevitabile. Billy gli strappa dalla mano la bacchetta fonte dei suoi poteri, la sua potente forza d'attacco torna ad essere formata da semplici giocattoli e i suoi soldati tornano semplici clown. A questo punto interviene il Mago che lo rimanda a Funlands dove il suo destino sarà in mano dei ragazzi divenuti adulti e quindi resi schiavi. Sia Billy che suo padre non sono pienamente concordi, in quanto si tratta di una punizione che potrebbe anche farlo morire quando in realtà anche lui è stato solamente una vittima degli eventi e l'essere cresciuto in una famiglia che non lo ha amato, ma seviziato. Il Mago capisce che però la situazione emotiva di Billy non lo rende pronto ad una battaglia e li riporta tutti a casa Vasquez per dargli tempo per riflettere. Il ragazzo però gli rivela che la vera famiglia di una persona non è legata al sangue ma è formata da tutte quelle persone che il tuo cuore abbraccia come anime affini. Il suo credo è talmente forte e radicato che riesce a trasformare contemporaneamente il padre e i fratelli nelle loro versioni supereroistiche di Shazam!, i 7 Campioni dell'umanità sono ora riuniti e pronti ad affrontare ogni minaccia e avversità.
Una volta arrivata a Monsterlans, Sivana con i suggerimenti e poteri concessigli da Mr. Mind ha modo di liberare dalla loro millenaria prigionia il gruppo di guerrieri magici più temuti nei 7 Regni, formato su selezione dello stesso Mr. Mind e responsabile dalla distruzione dell'antico consiglio dei Maghi. Si tratta della Monster Society, formata da: Jeepers (delle Darklands), The Wicked Witch of the West (da Wozenderlands), Evil Eye (da Monsterlands), The Red Queen (da Wozenderlands), King Kull (da Earthlands), Scapegoat (da Earthlands), The Crocodile Men (da Wildlands), Mr. Marry-go-round (da Funlands), Mr. Atom (da Gamelanda) ai quali si aggrega il Dr. Sivana e il padre di Billy. La loro prima missione è arrivare nelle Earthlands per porre fine al nuovo Campione Shazama! e la sua famiglia di supereroi figli del Tuono. Billy intanto sta riflettendo sul comportamento del redivivo Mago e ha dei dubbi sulla sua vera identità. Nel frattempo si verificano due eventi inaspettati. Il Mago attacca C.C. (il padre biologico di Billy) per sottrargli i poteri e lo identifica come una minaccia e tra l'altro non ha torto perché in realtà Mr. Mind non si trova nel cervello di Sivana, ma è insidiato nella mente dello stesso C.C., immediatamente senza riflettere o fare domande la Shazam Family attacca il Mago definendolo un impostore, la vera causa della scomparsa dell'antica Magia. Il Mago reagisce e anche se incapacitato a eliminare il potere di Shazam!, ribadisce ciò che già temeva ovvero che non può essere lui il nuovo Capitano, colui che può salvare i Regni dall'imminente Magic War. Una guerra decisiva per la "Nuova realtà magica", alla base del futuro ordine e pace nel 7 Regni magici e in tutto l'equilibrio cosmico.
Mr. Mind ha sfruttato l'errore commesso dalla scelta del Mago che aveva intravisto in Billy una debolezza d'animo e una certa fragilità caratteriale. Di conseguenza ha fatto ricerche su C.C. il suo padre biologico il quale sopravviveva di piccole rapine vagabondando per strada e non ha mai avuto intenzione di andare alla ricerca di Billy. La notizia sconvolge Shazam che comprende l'ingenuità commessa e un'analisi obbiettiva della situazione. D'altra parte era da anni che era stato abbandonato e nessuno si era mai interessato a lui, almeno fino all'arrivo dei nuovi genitori Vasquez e il periodo passato con i suoi nuovi fratelli. In queste condizioni emotive ha difficoltà a sfruttare i suoi poteri e lo scontro Shazam Family versus Monster Society sembra perso. Ma Billy è anche un ragazzo astuto, vissuto di espedienti e sapendosi arrangiare. Riesce quindi ad ordire un piano, si riesce a rimpicciolire ed entra in un condotto uditivo del padre dove si trova faccia a faccia con Mr. Mind. Mr. Mind, usando le sue enorme conoscenze magiche e incantesimi mette Shazam in difficoltà e non pare deciso a lasciare il controllo mentale sul padre di Billy. Allo stesso tempo gli rivela come l'uomo si sia disinteressato della moglie e del figlio e non era sua intenzione ritrovarlo. Questo contribuisce a diminuire la volontà a combattere del Campione delle Earthlands. Gli rivela inoltre che grazie ad un incantesimo tra infrangendo le barriere tra i regni della magia per poi assumerne il controllo grazie ai suoi poteri e a spietati alleati quali la Monster Society. Billy non perde la sua lucidità e nota che per pronunciare tali incantesimi ha bisogno di esprimersi tramite un congegno elettronico che porta al colla, i suoi poteri telepatici non servirebbero allo scopo. Una volta distrutto vi è una esplosione composta da potenti lampi che scaraventa via Shazam e tramortisce la Monster Society, il padre di Billy sembra uscito da uno stato comatoso, dimentico di quanto accaduto negli ultimi giorni. La prima battaglia contro Mr. Mind è vinta dalla Shazam Family e il Mago, che vi ha assistito comincia a ricredersi nell'aver scelto il nuovo Campione, ma le minacce non sono finite. Sul luogo arriva il prigioniero del carcere di Monsterlands che nemmeno Mr. Mind aveva avuto il coraggio di liberare. Si tratta di una delle versioni più potenti e pericolose di Superman, ovvero Superboy-Prime.
Il suo nome è Clark Kent e proveniva da Terra Prime che nel primo Multiverso DC, quello Pre-Crisis (prima del 1985) rappresenta la Terra in cui viviamo noi lettori e i creatori stessi dei supereroi che esistono solo nei fumetti. In realtà questo Clark proviene realmente da Krypton, ma è inconsapevole della sua identità e dei suoi poteri, superiori a quelli della sua controporte della Silver Age. Grande appassionato di fumetti ha modo di conoscere il vasto mondo e i meccanismi che gestiscono il genere. La sua Terra viene però distrutta durante Crisi sulle Terre infinite, causata dall'Antimonitor, questo però non prima che i suoi immensi poteri, rafforzati dall'immaginazione (tipica del nostro mondo) non siano riattivati. La sua forza la dimostra proprio durante Crisi sulle Terre infinite dove insieme ad una versione alternativa di Lex Luthor e Superman riescono a fermare l'Anti-Monitor, ma ciò non impedisce la distruzione della sua Terra. Riesce però a sopravvivere in un limbo paradisiaco dove ha modo di assistere al degrado dei supereroi post-Crisis. Gli shock subiti e una personalità megalomane lo portano a sviluppare la convinzione di essere il vero Superman, anche perché è colui che ha ispirato la creazione dei supereroi e medita vendetta verso un mondo che lo ha riconosciuto. Ritorna nella realtà durante Crisi infinita con la formazione del secondo Multiverso DC (su iniziativa e storia di Geoff Johns).
Qui però ritorna come super villain. Nella prigione di Monsterlands arriva ad incidersi la S di Superman sul petto creando una cicatrice rosso sangue. Tornato sulla Terra deve però affrontare la forze combinate di Shazam e Black Adam. All'inizio ha la meglio su Black Adam che perde poteri e torna ad essere l'uomo anziano e mesopotamico che era in origine. Shazam gli salva però la vita condividendo con lui i suoi poteri e riportarlo ad essere il Campione Oscuro di prima. I due si alleano e con attacchi simultanei lo sconfiggono. Per assicurarsi che venga correttamente isolato e imprigionato la consegnano alla Justice League. La Monster Society viene rinchiusa nel superpenitenziario Rock Falls di Filadelfia costruito appositamente per contenere esseri con poteri magici e soprannaturali. Shazam recupera il libro di magia Book of Champions, sottratto da Savana dalla libreria della Roccia dell'Eternità grazie alle indicazioni di Mr. Mind. IL Tomo contiene incantesimi molto potenti che riguardano (tra l'altro) i collegamenti e i passaggi per le Magiclands. Billy pronuncia un incantesimo che ripristina quanto fatto da Mr. Mind che aveva dato il via alla loro fusione/interconnessione. L'apparente ordine tra e chiusura tra i regni è ristabilita, ma Shazam sente richiami di aiuto o soccorso da diverse Magiclands. Black Adam però lo avverte di non provare a interferire o intromettersi perché si tratta di luoghi che nascondono oscuri segreti e terribili minacce. Il Mago ha già però avvisato Billy, la Shazam Family e un 7 membro ancora mancante sono destinati a divenire il nuovo Concilio che dalla sala dei 7 troni della Roccia dell'Eternità sono destinati a divenire i nuovi protettori dei Regni e della enorme Magia alla base del vero potere.
I due rivali si lasciano da alleati, Black Adam afferma che non sarà una minaccia per le Earthlands che è anche la terra di origine, il padre di Billy lo lascia mestamente mentre la Tigre antropomorfa Mr. Tawny, rivelatasi un ottimo cuoco, rimane a vivere con i Vasquez aiutandoli con le faccende domestiche di una famiglia così numerosa

## Poteri e abilità
Quando Billy Batson pronuncia la parola magica "Shazam" si trasforma in Capitan Marvel, acquisendo i seguenti superpoteri che sono direttamente legati alle figure di potenti Dei (e non solo) della mitologia Greca e Romana:
| S | per la saggezza di Salomone                 | Come Capitan Marvel, Billy ha accesso istantaneo a una vasta conoscenza erudita. La saggezza di Salomone inoltre gli conferisce chiaroveggenza, in grado di fornirgli consigli e suggerimenti su come agire in tempo di bisogno. Nelle prime storie di Capitan Marvel, conosceva tutte le lingue, antiche e moderne, e poteva ipnotizzare la gente. |
| H | per la forza di Ercole, dal Latino Hercules | Ribattezzato "Il mortale più potente del mondo", Capitan Marvel possiede un'incredibile superforza, ed è in grado facilmente di piegare l'acciaio, spaccare i muri con un pugno e spostare oggetti pesantissimi. La forza di Capitan Marvel è tale da poter tenere tranquillamente testa a Superman, Wonder Woman o Martian Manhunter. |
| A | per la resistenza di Atlante                | Usando la resistenza di Atlante, Capitan Marvel non ha bisogno di mangiare, dormire o respirare ed è praticamente invulnerabile visto che può sopportare e sopravvivere alla maggior parte degli attacchi fisici persino da parte di esseri superforti come Superman, Wonder Woman o Aquaman. |
| Z | per il potere di Zeus                       | Il potere di Zeus, oltre a generare il fulmine magico che lo trasforma in Capitan Marvel, aumenta anche le altre sue abilità fisiche, gli conferisce invulnerabilità alla magia, e gli permette di effettuare viaggi interdimensionali e teletrasportarsi. Il potere di Zeus, inoltre, lo rende in grado di guarire istantaneamente da qualsiasi lesione gli si possa procurare, semplicemente chiamando a sé il fulmine; con questa capacita Capitan Marvel è in grado di guarire istantaneamente anche le altre persone. Se Batson pronuncia la parola "Shazam" quando si è già trasformato in Capitan Marvel, un fulmine magico piomba sul bersaglio da lui designato. |
| A | per il coraggio di Achille                  | Come la saggezza, quest'aspetto è innanzitutto psicologico, e conferisce a Capitan Marvel una forza interiore superumana alla quale attingere. Inoltre gli conferisce invulnerabilità alla telepatia e al controllo mentale. |
| M | per la velocità di Mercurio                 | Grazie all'acquisizione della velocità di Mercurio, Capitan Marvel può volare e muoversi a velocità superiore alla velocità della luce. |

Nonostante possa rivaleggiare con Superman ed è considerato il mortale più potente sulla Terra, anche Capitan Marvel ha delle debolezze. Tra queste vi sono:
- L'inesperienza e l'ingenuità, Billy non può infatti vantare la preparazione al combattimento di un Bruce Wayne o l'esperienza in battaglia della semi-dea Wonder Woman, ma a ciò sopperisce col cuore e il coraggio messo in battaglia.
- Nonostante sia un adulto nella sua versione da supereroe rimane comunque un teenager con la tipica avventatezza e spregiudicatezza di questa età. Non mancano però i valori morali e il coraggio. Spesso la sua incoscienza lo porta a compiere atti eroici e sconsiderati che lo rendono un supereroe diverso e imprevedibile rispetto alle altre icone dell'Universo DC.
- Nonostante il suo potere origini da un'antica magia dalla grande potenza e i cui natali si perdono nella notte dei tempi, vi sono maghi che possono metterlo in difficoltà e il cui potere magico non gli è inferiore. Tra questi si possono citare lo Spettro, il Dottor Fate, Zatanna e Atlas a cui si aggiunge lo stesso Mago protettore della Roccia dell'Eternità e Black Adam quando è preso dalla sua rabbia e furia omicida.
- Lo stesso lampo magico che trasforma Billy in Capitan Marvel può anche essere usato per ritrasformarlo nella sua più fragile forma umana, ma sono in pochi che vi sono riusciti.

## Emuli

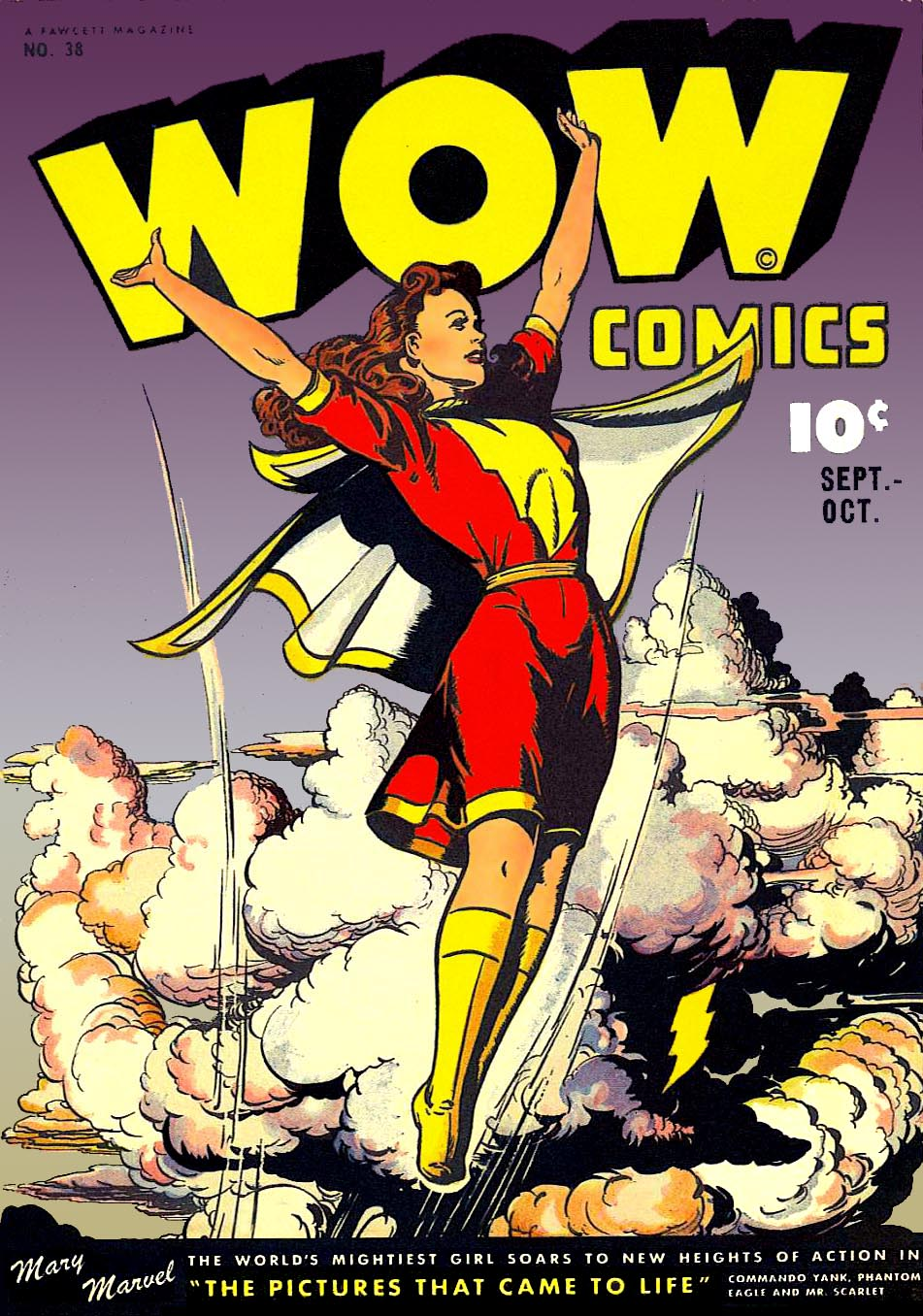
Mary Marvel, la sorella dell'eroe, rappresenta la sua versione femminile

Anche se la Fawcett possedeva ancora il personaggio, non potendolo pubblicare non aveva interesse né la forza economica per impedire che altre case editrici utilizzassero lo stesso nome per altri eroi a fumetti, alcuni molto simili anche nelle caratteristiche a quello di Beck e Parker.

### Marvelman (1954)
È un personaggio britannico creato da Mick Anglo nel 1954. La casa editrice L. Miller & Son Limited pubblicava nel Regno Unito le ristampe delle storie di Capitan Marvel. Nel momento in cui la Fawcett interruppe le pubblicazioni dopo la disfatta legale del 1953, in Inghilterra decisero di farne una loro versione cambiandone il nome in Marvelman e mantenendone inalterate le altre caratteristiche. La trama è incentrata su un ragazzino, Micky Moran invece di Billy Batson, che si trasforma in un supereroe, ma questa volta la parola da pronunciare è Kimota! invece di Shazam!. La pubblicazione cessò nel 1963, ma il personaggio fu ripreso nel 1982 dallo scrittore Alan Moore nelle pagine di Warrior Magazine. A partire dal 1985, le avventure serializzate in bianco e nero di Moore vennero ristampate a colori da Eclipse Comics con il nuovo titolo Miracleman (in quanto la Marvel Comics si oppone all'uso della parola "Marvel" nel titolo). Nel 2009 la stessa Marvel Comics ottiene i diritti su storie e personaggi.

### Capitan Marvel (1966)
Personaggio ideato da Carl Burgos per la casa editrice Myron Fass Enterprises e pubblicato sull'albo Captain Marvel esordito nell'aprile 1966. Il protagonista è il professor Roger Winkle, insegnante di archeologia al Dartmoor College, ma in realtà è un robot venuto da un altro pianeta per aiutare a mantenere la pace sulla Terra. Quando pronuncia la parola Split!, alcune parti del suo corpo si possono separare ed essere comandate a distanza. Indossa una tuta viola e porta un amuleto che gli fornisce energia. Con la parola Xam! il suo corpo si ricompone. Nel fumetto è presente anche una versione di Billy Batson, un ragazzino di nome Billy Baxton che spesso aiuta il professor Roger. Capitan Marvel, pur essendo un robot, è innamorato della figlia del preside, Linda Knowles.
La serie non ebbe periodicità regolare e venne pubblicata per solo quattro numeri da aprile a novembre 1966. Quello che mette in evidenza a livello editoriale è che il nome Capitan Marvel è di fatto di pubblico dominio.

### Capitan Marvel (1967)

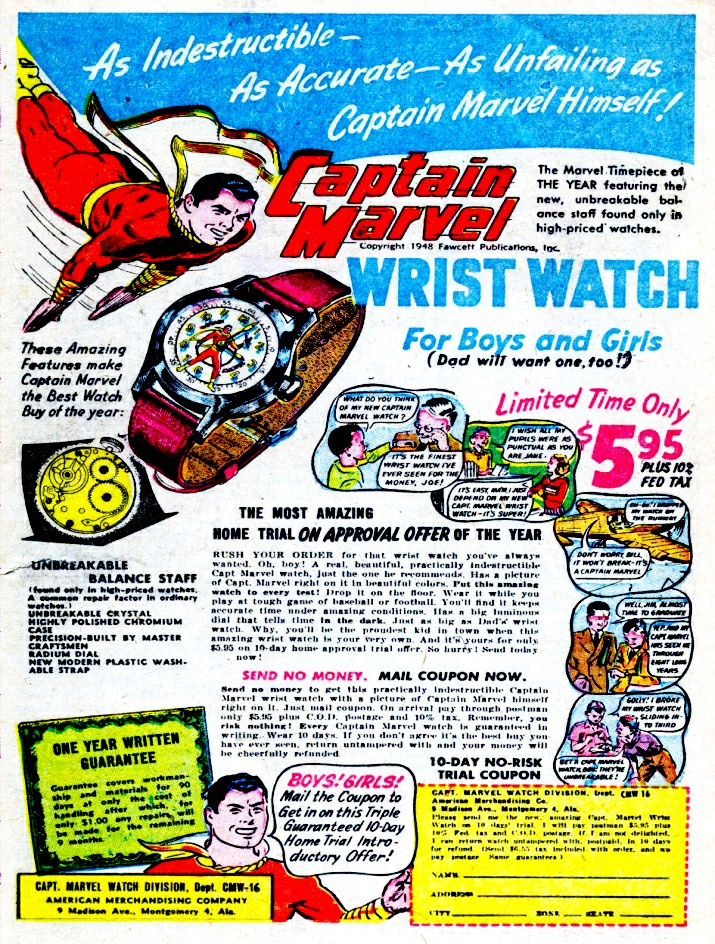
Pubblicità dell'orologio di Capitan Marvel (The Black Terror n. 25, 1948)

Stan Lee e Gene Colan creano il personaggio su Marvel Super-Heroes n. 12 (dicembre 1967). Si tratta di un alieno della razza Kree dal nome Mar-Vell. Inizialmente viene mandato sulla Terra come osservatore, ma si troverà presto coinvolto in vari complotti interni alle stesse gerarchie del suo Impero. Grazie all'entità cosmica Eon acquista superpoteri e diventa protettore della Terra e una sorta di Guardiano dell'Universo grazie alla sua coscienza cosmica. Nelle sue storie degli anni settanta ha come alter ego il terrestre Rick Jones. I due sono persone differenti e non possono coesistere insieme. Quando Rick si trasforma nel Capitano usa delle Nega-Bande che ha ai polsi e il suo posto è preso da Mar-Vell, che arriva sulla Terra da un'altra dimensione (la Zona negativa). Dopo la morte di Mar-Vell il titolo e nome di Capitan Marvel passò ad altri eroi, ultima dei quali Carol Danvers, precedentemente Ms. Marvel, nel 2012.

### Prime (1993)
Creato da Gerard Jones - Len Strazewsky e disegnato da Norm Breyfogle, edito dalla Malibu Comics, si tratta di un ragazzino di tredici anni di nome Kevin Green che si trasforma in un supereroe adulto ipermuscoloso (a limiti della caricatura) e con i poteri del volo, una super-resistenza e una superforza. Sono presenti elementi quali il mantello, il simbolo sul petto e la trasformazione morfologica da ragazzino a uomo. Come nel caso di Billy Batson, il giovane Kevin mantiene intatti la sua coscienza e i suoi pensieri quando si ritrova a essere il supereroe adulto Prime. Il personaggio esordì a giugno 1993 sulla testata omonima, Prime, e la sua ultima apparizione fu su Ultraverse: Future Shock (febbraio 1997).

## Personaggi

### Premessa
L'elenco è suddiviso tra la versione classica e quella moderna (post-2011). Vi è poi un'ulteriore suddivisione tra le "origin story" sia degli avversari e sia degli alleati nella loro genesi classica e in quella moderna. Tali precisazioni sono necessarie per poter contestualizzare e delineare i protagonisti di un'epopea editoriale che si è sviluppata nel corso di decenni di pubblicazioni (dal 1941) e un cambio della casa editrice (dal 1972).

#### Avversari (epoca classica)
- Dottor Sivana: Il primo e principale nemico di Capitan Marvel. Sivana, uno scienziato pazzo calvo e di bassa statura, tenta in continuazione di dominare il mondo e distruggere i Marvel usando le sue invenzioni. Nella continuity dell'era classica, i figli adolescenti di Sivana, Georgia e Thaddeus Jr. si alleano col padre nei suoi loschi piani; insieme sono conosciuti come la Famiglia Sivana. In più, ci sono altri due figli di Sivana, Magnificus e Beautia, che sono amici convinti di Capitan Marvel. Nell'era corrente dell'universo DC, Sivana è il capo di un mega corporazione che fu distrutta dalle sue continue battaglie con Capitan Marvel. Oggi, Sivana opera sottoterra e come capo dei Fearsome Five, un team di supercriminali che hanno combattuto sia i Teen Titans sia gli Outsiders.
- Black Adam: È un antico egiziano rinnegato, ex protetto del Mago Shazam, che fu il primo a cui furono dati i poteri dal Grande Mago. Ha creato la Black Marvel Family, un trio antagonista della Famiglia Marvel, composto da Adam, sua moglie Iside e il fratello di lei Osiride. È uno dei più potenti nemici di Capitan Marvel.
- Mr. Mind e la Società dei Mostri del Male: è originario di una razza di vermi del pianeta Venere, la cui abilità è quella di controllare la mente. Il suo scopo è quello di invadere e prender il controllo della Terra. All'inizio Mr. Mind cominciò a guidare una squadra di supercriminali conosciuti come la Società dei Mostri del Male. Durante due anni di tirannia mistermindiana con un team di centinaia di cattivi e criminali (compresi parecchi famosi avversari della Famiglia Marvel quali il Dottor Sivana, Capitan Nazi e Ibac), Mr. Mind si rivelò essere un verme miope, alto due centimetri, di un altro pianeta che legge nel pensiero. Il verme cattivo subì un processo, con l'accusa d'omicidio di 186.744 persone e fu condannato alla sedia elettrica.[32] Mind sopravvisse all'esecuzione e scappò; si batté con la Famiglia Marvel molte altre volte e formò una nuova versione della Società dei Mostri del Male (includendo nemici quali Mister Atom, Oggar, King Kull e Black Adam), fino alle Crisi sulle Terre infinite. Nella serie della metà degli anni novanta, il Potere di Shazam!, Mind fu reintegrato come il leader di una razza di milioni di vermi venusiani che leggono nella mente, che appaiono irregolarmente nell'universo DC tentando di controllare i potenziali ospiti umani.
- Capitan Nazi: creato scientificamente come "specie perfetta" di Soldato. Ovviamente ispirato agli eventi della Seconda Guerra Mondiale, Nazi continuò a operare nelle storie classiche della Famiglia Marvel fino agli anni ottanta. Nella serie il Potere di Shazam!, Nazi fu riportato in azione dopo aver passato cinquant'anni in animazione sospesa, e subito ridivenne un nemico della Famiglia Marvel. Capitan Nazi è il responsabile del danno alla gamba del giovane Freddy Freeman, che porta il personaggio a diventare Capitan Marvel Jr..
- Ibac: un fragile teppista denominato "Stinky" Printwhistle, che fu potenziato da Lucifero in persona, con i poteri di quattro dei più malvagi uomini che abbiano mai camminato sulla faccia della Terra. Quando dice il nome "IBAC", diventa un superbruto con una forza straordinaria. Ripronunciando il suo nome, si ritrasforma in Printwhistle. Come Capitan Marvel Jr., Ibac non può dire il suo nome.
- I Sette nemici mortali dell'uomo: sette potenti demoni, basati sui sette peccati enumerati nel Cristianesimo, che prendono controllo sia degli umani sia dei supereroi. I peccati furono catturati dal Mago Shazam molti anni fa e li racchiuse in sette statue beffarde simili a cartoni animati. Le sette statue che ospitano i demoni, sono in mostra nella caverna sotterranea della metropolitana, nei fumetti originali, mentre nella Roccia dell'Eternità nei fumetti odierni. I demoni sono fuggiti varie volte provocando devastazioni, solitamente liberati da un altro cattivo. Nelle storie originali della Fawcett e in molte altre versioni, i Sette Peccati erano censurati in misura degli standard degli anni quaranta, identificandoli come i Sette nemici mortali dell'uomo e includevano Orgoglio, Invidia, Avidità, Odio, Pigrizia, Egoismo e Ingiustizia. Molte delle apparizioni dei fumetti post-2000 identifica i Sette nella loro versione teologica (Orgoglio, Invidia, Avidità, Rabbia, Pigrizia, Gola e Lussuria).
- Mister Atom: un robot con intelligenza artificiale, potenziata nuclearmente, creato dal dottor Charles Langley. Nella serie il Potere di Shazam!, Mister Atom, sotto controllo di Mr. Mind, distrusse Fairfield, una città vicino Fawcett City, dove Mary Bromfield viveva con i suoi genitori adottivi, con un'esplosione nucleare. Divenne un membro della Società dei Mostri del Male e attaccò la Roccia dell'Eternità, nominata da Capitan Marvel.
- Sabbac: come Ibac, Sabbac è un altro essere potenziato magicamente dalle forze demoniache. Sabbac prende i suoi poteri da sei demoni (Satana, Aym, Belial, Belzebù, Asmodeo e Createis), che gli conferiscono capacità simili a quelle dei Marvel. Il Sabbac originale, l'altere ego del fratello carnale di Freddy Freeman/Capitan Marvel Jr., Timothy Karnes, apparve per la prima volta nel 1943 come figura umanoide. Nei fumetti Outsiders dei primi anni 2000, Karnes fu ucciso e i suoi poteri vennero rubati da un mafioso russo chiamato Ishamel Gregor. Quando Gregor diventa Sabbac, si trasforma in demone hulkesco con la pelle rossa, corna, alito di fuoco e odore di zolfo.
- Oggar: l'autonominatosi "L'immortale più potente del mondo", fu uno dei maggiori nemici ricorrenti delle storie dei Marvel Pre-Crisi. Oggar era un allievo di Shazam e sotto la tutela del mago ottenne la divinità e per un po' si alleò con gli dèi e gli eroi che davano potere a Capitan Marvel. Si eresse contro Shazam, che lo buttò fuori e lo maledisse fornendolo di zoccoli invece dei piedi. Possiede una forza divina uguale a quella di Capitan Marvel e la magia che gli permette di fare quasi tutto, ma non può essere diretta verso un bersaglio femminile. Infatti Mary Marvel fu chiamata più volte a vedersela con lui.
- King Kull: Il re degli uomini bestia, umanoidi neanderthaliani che vissero in tempi antichi e schiavizzarono il popolo degli Homo Sapiens. Gli uomini bestia furono infine rovesciati dai loro schiavi, sebbene King Kull, nascosto in una camera sotterranea segreta, sopravvisse e giurò vendetta verso l'umanità. La gente di Kull ha sviluppato significative tecnologie avanzate prima della loro scomparsa e Kull spesso si batterà con i Marvel utilizzando tali tecnologie. 
  - The King Kull: appare per la prima volta in un albo del 1951 su Captain Marvel Adventures n.125, e si tratta di un uomo-bestia (o Beast-Man) sopravvissuto alla sua epoca (non precisata) rimanendo ibernato nei ghiacci. La sua crudeltà e mancanza di etica lo porta a divenire membro della Monster Society of Evil
- Blaze e Satanus: sono presenti solo nelle storie moderne della Famiglia Marvel, la demonessa Blaze e suo fratello Lord Satanus, che originariamente apparvero nei fumetti di Superman, sono i figli illegittimi del Mago Shazam, che fu stregato dalla loro madre durante i giorni da supereroe nella biblica Canaan. Blaze ha tentato di allargare la sua influenza demoniaca attraverso Fawcett City fin dagli anni quaranta, richiedendo a la forza di Shazam e dei suoi alleati per fermarla.
- Chain Lightning: una metaumana con disturbi di personalità multipla che ha il potere di assorbire e disperdere elettricità sotto forma di fulmini. Come tale, può fare in modo di ritrasformare i Marvel nei loro alter ego fin troppo umani, scagliando il fulmine su di loro con sufficiente carica. Nella serie il Potere di Shazam!, Chain Lightning fu raffigurata come una teenager, le cui quattro personalità (il suo alter ego Amy, l'amareggiata Amber, la bambina che è in lei e il suo "io") danno energia ai suoi poteri. La personalità di Amy ha un amore non corrisposto per Capitan Marvel Jr., dopo che lui l'ha dissuasa dal commettere il suicidio.
- Mr. Banjo: Kurt Filpots lavorava come agente per la Axis durante la Seconda guerra mondiale. Vestito come un uomo robusto in un'irsuta tuta verde e con un cappello di paglia che porta con sé in giro un vecchio banjo, Filpots consegna segreti in forma di note musicali. Sebbene malvagio, molte persone ammirano il fatto che Mr. Banjo vada incontro al Ragazzone in Rosso con nient'altro che il suo banjo.
- Rowdy Sparkle: Rowdy fu uno dei pochi divertenti cattivi introdotti prima di Crisi sulle Terre infinite che Capitan Marvel avrebbe combattuto regolarmente. Rowdy si considera il "ragazzo più duro del mondo". Dopo aver letto una copia di "Come Fare Tutto". Suo cugino, Sunny Sparkle, è il suo polo opposto.
- Mr. Who: Mr. Who era uno scienziato zoppo, che sviluppò la Soluzione Z, un composto chimico che lo avrebbe reso incapace di cambiare la sua forma fisica. Piuttosto che condividere la sua scoperta col mondo preferì usarla per i suoi scopi criminali.
- Arson Fiend: George Tweedle era un assicuratore di polizze contro il fuoco che ingerì una pozione che lo trasformò in un essere demoniaco col nome di Arson Fiend. Fiend ha il potere di infiammare tutto ciò che tocca; nella serie del 1990 il Potere di Shazam!, Fiend acquistò anche il potere di lanciare palle di fuoco.
- Zia Minerva: un genio del crimine che somiglia a una dolce vecchietta, ma dotata di una precisione millimetrica con una pistola.
- Monster Society of Evil: apparsa nella sua prima incarnazione su Captain Marvel Adventures n.22 del 1943 e formata da Mr. Mind per sconfiggere Capitan Marvel. Il primo team è formato da Oomm, un serial killer proveniente dallo spazio, da Mr.Who, da Nyola, da Ramolus, uno strano essere dalla pell verde dalle origini sconosciute, da The Dummy, un pupazzo di quelli usati da ventriloqui e capace di creare vari marchingegni distruttivi, non si è mai capitano se si tratti o meno di un essere umano. Nel corso della Seconda Guerra Mondiale si aggiungono elementi provenienti dalla Forze dell'Asse quali Captain Nazi, il super-uomo del Terzo Reich, Nagasaki, agente segreto giapponese esperto in tecniche ninja, Mr. Banjo, una spia del duo Mussolini-Hitler e Evil Eye un mostro dai poteri ipnotici proveniente probabilmente dal centro-nord dell'Europa. Dopo il termine del conflitto si è dato spazio a elementi più fantasy e spesso provenienti da altre epoche (invocati da Ibaac) quali Caligola, Cesare Borgia, Ivan il Terribile e Attila. Nella sua formazione definitiva e più temibile vi rientrano King Kull, Oggar e Mr. Atom e il coccodrillo umanoide Jorrk. Elementi presenti anche in pre-Crisi sotto la gestione DC comics.
- Jorrk of Pungus: appare per la prima volta su Capitan Marvel Adventures n.30 del 1943. Si tratta di un essere umanoide dalle sembianze di un coccocrillo che proviene da un altro mondo e si mette al servizio di Mr Mind. Il personaggio ha successo ed è solo il primo di una serie di uomini coccodrillo che si scatenano contro Capitan Marvel durante la Golden Age

#### Avversari (versione moderna)
- Black Adam: principale nemesi di Capitan Marvel di cui ne rappresenta una versione oscura e con una visione differente di quale sia il ruolo e la posizione che, chi possiede un tale potere, debbano avere sui 6 regni (di cui la Terra fa parte). In tutti i 6 regni sono rimasti gli unici ad avere la connessione con il Fulmine ovvero la devastante e inesauribile energia magica affidatagli dalla Roccia dell'Eternità. Adam è stato il primo a essere scelto dal consiglio dei Maghi come depositario e paladino dei Regni. Billy è il secondo, ma tra i due vi è una differenza di migliaia di anni, il primo è nato nell'antica Mesopotamia (data imprecisata) mentre il secondo è nato negli anni duemila della nostra epoca. Adam nasce in una località chiamata Kahndaq a nord dell'attuale Bagdad e assiste a una terribile invasione di una violenta tribù barbarica comandata dallo spietato Ibac. Le croniche riportano le sue scorribande come la piaga che portò il male nel mondo in un'epoca in cui sembrava prosperare da millenni la pace e la prosperità. La famiglia di Adam e i suoi consanguinei sono sterminati, rimane in vita come schiavo solo il giovane nipote Aman. Il corso della storia dell'umanità ha intrapreso un sentiero oscuro e vi è quindi l'intervento del consiglio dell'Eternità al quale presenziano i maghi rappresentanti dei 6 regni e scelgono Aman per divenire il Campione dell'umanità donandogli i poteri magici che gli permettano di fronteggiare le orde di Ibac. Gli confidano inoltre che può condividere la sua connessione col Fulmine anche lo zio Adam il quale è stato ferito. Aman non vuole comportarsi come Ibac e sterminare il suo popolo, ma propone allo zio di cercare un compromesso e renderlo inoffensivo, bisogna iniziare una nuova epoca di pace e non un circolo di sangue, vendette e guerre. Adam però non è d'accordo, ora vuole la vendetta e la possibilità di riplasmare la civiltà con la forza. Da uomo spietato e senza la solidità morale del nipote, arriva a ucciderlo rimanendo l'unico avatar della Magia sulla Terra. Quando il consiglio della Fortezza della Magia si rende conto dell'errore commesso, ma d'altra parte loro avevano scelto il nipote, riescono a imprigionarlo in una Tomba dove rimarrà rinchiuso fino a quando i sigilli della parete che lo imprigiona non sono distrutti dal Dottor Sivana nella nostra epoca.
- Dottor Sivana: brillante scienziato che ha dedicato gran parte della sua vita agli studi scientifici, ma è rimasto deluso dai risultati e dagli sviluppi della Scienza Moderna. Questo lo ha portato verso lo studio di testi antichi e di un sapere ormai perduto nelle ombre della storia. Arriva a scoprire che un più alto livello di sapere e potere sulla realtà lo si era ottenuto migliaia di anni fa quando le civiltà più evolute sfruttavano i principi della Magia. I suoi studi e ricerche, supportati da alcune scoperte archeologiche che vi era un tempo in cui il centro del potere assoluto era rappresentato da una Fortezza (allora visibile all'umanità) chiamata La Roccia dell'Infinito, sede di un consiglio di grandi Maghi in grado di manipolare la materia e plasmare la storia umana. In un periodo in cui si afferma che il "male arriva sulla Terra" portato da brutali orde barbariche, frammenti di croniche antiche parlano della creazione di un superuomo con il controllo sui poteri magici e che avrebbe dovuto incarnare il Campione dell'Umanità. Il suo nome è Black Adam, ma ribellatosi allo stesso consiglio della magia che lo aveva prescelto venne imprigionato in una tomba per l'eternità. Nel frattempo per timore che il sapere sulla Magia possa venire sfruttato per alimentare la sete di potere e l'avidità dilagante sulla Terra, la Roccia dell'Eternità viene nascosta in un luogo intra dimensionale e le conoscenze da lei custodite vengono perdute. Sivana è colui che riesce a scoprire la locazione della tomba prigione, a circa 70 kilometri a nord di Bagdad e libera dal suo confinamento millenario Black Adam'l. Durante gli scavi viene colpito nell'occhio destro da un fulmine composto da un'energia di origine magica e che gli conferisce la capacità di vedere la magia oltre il velo della realtà. Si tratta di un collegamento fondamentale con il flusso delle forze che alimentano tali poteri e di fatti quando Billy Batson si trasforma in Capitan Marvel, viene colpito da un fulmine, il cui simbolo è anche raffigurato sul suo costume da supereroe così come su quello di Black Adam.
- Mr. Mind: uno dei nemici più temibili il cui nome completo è Maxivermis Mind. Le sue origini sono volutamente avvolte nel mistero perché così Mr. Mind spera di incutere più terrore nei suoi avversari. Si tratta di un bruco deforme che può entrare nel cervello delle persone e usarle come tramite per i suoi poteri e scopi. Il suo obbiettivo è controllare e impadronirsi delle energie magiche di tutti i regni delle Magiclands. Sostiene di essere il leader di un mondo abitato da esseri come lui, ma in realtà è nato nelle Wildlands. Millenni fa riuscì ad avere accesso alla mitica Libreria di testi magici della Roccia dell'Eternità. Qui trascorre secoli a impararne tutto lo scibile, sviluppando poteri che lo rendono l'essere più pericoloso mai esistito per la sopravvivenza dei delicati equilibri dei regni e una minaccia non prevista dallo stesso Consiglio degli antichi maghi, di cui diviene responsabile per la morte di membri del consiglio stesso. Fonda la Monsters Society e arriva ad un passo dal potere assoluto. Per fermarlo servono le forze combinate degli antichi Dei quali Salomone (della religione giudaica), Ercole, Atlas, Zeus, Mercurio (della mitologia greca) e dell'eroe più valoroso dell'antichità, identificato in Achille. Questi Campioni provengono dalla stessa Monsterlands quando era ancora un regno differente ed era conosciuto come God Realm, il regno più risplendente e favoloso, sede di quegli Dei, Guerrieri ed Eroi che avrebbero costituito (con nomi differenti) la base per la mitologia e un indispensabile punto di riferimento alla base delle culture e miti del cosmo. Sarebbero stati loro a costruire il carcere per imprigionare gli esseri più pericolosi per l'equilibrio dei 7 Regni ed è tra questi che Mr. Mind ha selezionato i membri della Monster Society.
- Monster Society: si tratta di un gruppo di membri devoti alla distruzione e sottomissione dei 7 Regni, che vennero inizialmente sconfitti dagli antichi Dei di Godlands e racchiusi in un carcere eterno e indistruttibile. Ora Godlands non esiste più e il suo posto divenuto isolato è stato sostituito dalla proibita e seclusa Monsterlands. La loro terribile collera e potenzialità distruttiva è stata liberata dal Dr. Sivana e Black Adam affinché vgli aiuti a di struggere la Shazam Family e la nuova civiltà umana dei nostri giorni. Il gruppo è composto dagli esseri più temibili delle Magiclands: The Wicked Witch of the West (da Wonderlands), Jeepers (da Darklands), King Kull (da Earthlands), Mr. Marry-go-round (da Funlands), Evil Eye (da Monsterlands), The Crocodile Man (da Wildlands), Mr. Atom (da Gamelands), The Red Queen (da Wonderlands), Scapegoat (da Wildlands). Andranno a comporre la Monster Society del Dr. Sivana e Mr. Mind. In questa prima nuova incarnazione della Monster Society (conosciuta nell'epoca classica come Monster Society of Evil fanno parte anche il padre biologico di Billy trasformato in un membro della Shazam Family, ma ignaro che fosse controllato da Mr. Mind e Black Adam. A questi si aggiunge un membro tra i più potenti esseri dei 7 Regni e dell'intero Multiverso DC ovvero Superboy-Prime (versione alternativa di Superman. Viene temuto persino da Mr. Mind che quando forma la Monster Society ribadisce al Dr. Sivana che la cella con quel prigioniero non andrà mai aperta, ma questa versione più potente e dai disturbi mentali di Kal-El riesce a fuggire[non chiaro].
- The Seven Deadly Sins: sono la personificazione dei sette peccati capitali e la cui esistenza risale all'alba dei tempi. Un tempo erano nemici del Consiglio della Roccia dell'eternità e sono stati sconfitti più volte da Adam. Ora però ordina al Dr. Sivana di usare le sue conoscenze esoteriche e di antichi testi magici per rievocarli in quanto immortali. La loro sopravvivenza è garantita dal fatto che fanno parte della stessa natura umana. Black Adam li vuole come potenti alleati per sconfiggere la Marvel Family e instaurare un nuovo ordine mondiale. Sivana scopre che la loro presenza è celata dal fatto che si sono incarnati in diversi esseri umani, per poterli riportare alla loro forma originaria devono prendere consapevolezza del potere e del loro ruolo, missione in cui lo scienziato ha successo. Dopo diversi millenni i 7 peccati capitali riprendono forma e potere e anche se titubanti si uniscono alla battaglia di un Black Adam che ormai non è più il Campione e Protettore dell'umanità. I membri di questo team del Peccato sono: il mostruoso Wrath dall'aspetto demoniaco e dalla grande forza, Envy caratterizzato dall'avere più braccia, Glattony, un bizzarro essere a forma di palla, Sloth, un essere dalla corporatura azzurra e forza sovrumana, Pride unica donna del gruppo, ma anche la più feroce e temibile, Greed i cui scopi sembrano nascondere sempre secondi fini che possano avvantaggiarlo, e Lust che sembra indossare una camicia di forza e che forse è il membro più imprevedibile del gruppo. La loro terribile forza e minaccia non deriva però dai poteri dei singoli, ma dalla loro capacità di fondersi per formare il Lord Demoniaco Sabbac, una creatura gigantesca dal color rosso fuoco e dall'aspetto mostruoso con tatuato sul petto il simbolo del pentagramma. La sua potenza è alimentata dallo stesso Satana, e i demoni Aym, Belial, Beelzebub, Asmodeus e Cratris. Da sempre è una delle nemesi più temibili per la Shazam! Family e ora è al servizio di Black Adam e del Dottor Sivana.

#### Alleati, amici e famiglia (versione classica)
- Famiglia Marvel: nella versione classica (Fawcett Comics) e nel periodo pre-Crisi (DC Comics) ovvero prima del 1985 la Famiglia Marvel era composta da Mary Marvel, Captain Marvel Jr., i tre Luogotenenti Marvel e Hoppy, il Coniglio Marvel.
- Mary Marvel: personaggio creato da Otto e Jack Binder nel 1942 su Capitan Marvel Adventures n. 1. Viene introdotta come sorella gemella di Billy e il cui nome all'anagrafe è Mary Batson anche se quando viene adottata prende il nome di Mary Bromfield. Nel momento in cui il fratello diviene dotato dalla possibilità di trasformarsi in Capitan Marvel, Mary si ritrova ad avere lo stesso potere pronunciando la parola magica Shazam!. Si ritrova in un costume simile a quello della sua controparte maschile a parte la presenza di una minigonna, succinta per l'epoca, al posto di un classico costume intero tipico dei supereroi dell'epoca, incluso il mantello. Diviene una dei membri più importanti della Famiglia Marvel ed è la migliore confidente per il Capitano che si fida di lei senza esitazione come membro di supporto e amica più cara.
- Capitan Marvel Jr.: il vero nome è Freddy Freeman e viene creato da Ed Harron e Mc Raboy su Whiz Comics n.21 (1941). Un colpo di fulmine lo trasforma in supereroe dai poteri e dal costume simile a quello di Capitan Marvel anche se il costume è di colore azzurro. Decide di unirsi alla Famiglia Marvel e diventare alleato del Capitano contro i supercriminali nazisti. Il suo lavoro da civile è quello di un edicolante che è afflitto da un leggero handicap, in quanto ha problemi a una gamba e zoppica. Tale menomazione è presente anche nella versione moderna e canonica del DC Universe (dal 2011). Lo sviluppo del personaggio che viene inserito stabilmente nella continuity DC è tra le più travagliate e complesse, in quanto si ritrova a prendere (durante la gestione DC Comics) il ruolo di Capitan Marvel e nel periodo pre-Crisis (prima del 1985), diviene un membro del team di supereroi Time Crusaders Club. Tra i membri della Famiglia Marvel è quello che agisce in maniera più autonoma e vi è anche un periodo in cui assume il bizzarro nome da battaglia CM3.
- Zio Marvel: personaggio creato su Wow Comics n. 18 (1943). Si tratta di un uomo ormai anziano, il cui sogno è sempre stato quello di diventare un supereroe e quando riesce a incontrare Mary Marvel la convince di essere degno di possedere i poteri del leggendario Capitano. La sua opera di persuasione convince la giovane che gli trasmette i poteri magici connessi al potere del Fulmine e del mago Shazam. Il suo nome da civile è Dudley.
- I Luogotenenti Marvel: sono tre adolescenti tutti omonimi di Billy Batson apparsi per la prima volta sull'albo Whiz Comics n. 21 (1941). Per distinguersi dall'originale hanno dei soprannomi: "Tall Billy", "Fat Billy" e "Hilly Billy". Per puro caso scoprono che se pronunciano contemporaneamente la parola magica Shazam! acquisiscono poteri e costumi simili a Capitan Marvel. Decidono di divenire suoi alleati ed entrano a far parte della Famiglia Marvel.
- Hoppy il Coniglio Marvel: coniglio antropomorfo che esordisce su Fawcett's Funny Animals n. 1 (1942). Durante la Golden Age fa parte di una parte dell'universo Fawcett all'interno del funny-animal World. Scopre che può trasformarsi in un supereroe antropomorfo con le sembianze di un coniglio e tale potere è lo stesso che alimenta gli altri membri della Famiglia Marvel. La sua intelligenza diviene paragonabile a quella di un essere umano e decide di unirsi agli alleati di Capitan Marvel. Questa sua doppia identità viene tenuta nascosta quando si trova a vivere le sue avventure con gli altri animali del funny-animals. Insieme a questo gruppo di personaggi fa parte di un team chiamato The Zoo Crew.
- Bulletman e Bulletgirl: Bulletman è stato creato su Nickel Comics n.1 (1940) mentre la sua controparte femminile Bulletgirl (Susan Kent) su Master Comics n.1 (1941). Entrambe erano pubblicazioni Fawcett Comics e sono stati acquisiti dalla DC Comics nei primi anni settanta al pari di molti altri personaggi della storica casa editrice. Nella continuity pre-Crisi (prima del 1985) sono stati membri dello Squadron of Justice e dei Time Crusaders (team operanti nella Terra alternativa Terra-S). Del Crusaders Club faceva parte anche Capitan Marvel Jr. L'alter ego di Bulletman è l'agente di polizia Jimm Barr, che però è anche un ricercatore e chimico, che scopre un siero che la sua forza e vitalità. Gli stessi poteri vengono dati anche a Bulletgirl (alias Deanna Barr). La loro presenza svanisce dalla continuity DC dopo gli eventi di Crisi sulle Terre Infinite, ma la loro figlia Deanna Barr torna personaggio di supporto della Famiglia Marvel nella serie The Power of Shazam n.43 (1998), e il suo nome da battaglia è Windshear.
- Sterling Morris: personaggio ricco e potente di Fawcett City è, tra la altre cose, il proprietario della Whiz Radio ed è stato uno primi datori di lavoro per Billy anche se tra i due non vi è stata una grande amicizia. Storicamente durante la pubblicazione delle prime serie di Capitan Marvel, la televisione non era di diffusa quindi le trasmissioni radio erano uno dei mezzi principali, insieme ai quotidiani da edicola (per chi sapeva leggere), per diffondere informazioni. Viene creato da Bill Parker e C.C. Beck sul primo numero di Whiz Comics e viene poi ripreso da Jerry Ordway anche nella continuity post-Crisi.
- Kid Marvel: inizialmente è conosciuto come "Captain Marvel Jr.". È poi divenuto il marito di Lady Marvel, sorella di Billy. Diventa il supereroe preferito dal cantante Elvis Presley. In effetti a livello fisiognomico i suoi creatori si ispirano allo stesso Elvis.[senza fonte] In suo onore, venendo a conoscenza dell'ammirazione del cantante del personaggio ne cambiano il nome in "King Marvel". Nel periodo pre-Crisi, col passaggio alla DC Comics, come gli altri personaggi Fawcett vive sulla terra alternativa Terra S oltre a far parte della classica Marvel Family è anche membro del team The Crime Crusaders Club.
- Shazam: originariamente era il nome del Mago che ha dato i poteri a Billy Batson per trasformarsi in Capitan Marvel. Appare per la prima volta in Whiz n.1 del 1940. Inizialmente era un individuo meno misterioso e aveva più fiducia sin da subito nell'orfano che dimostrava di avere cuore e coraggio.
- Tawky Tawny: è stata introdotta come animale antropomorfo intelligente e parlante in Capitan Marvel Adventures n.79 del 1947. Il suo ruolo era quello di amico e confidente di Capitan Marvel.
- Joan Jameson: segretaria giovane e carina di Sterling Moss alla Whiz Radio, conoscente di Billy per il quale nutre qualche simpatia fraterna. Ha un fratello di nome Jerry.
- Hill Billy Marvel: viene creato da CC Beck, Charles Sultan, Mac Raboy e dall'editor France Herron sulla'albo Whiz Comics n.21 del 5 settembre 1941. Nato Nashville porta lo stesso nome di Captain Marvel ovvero Billy Batson di cui può avere gli stessi poteri. Non entra mai a far parte della Marvel Family ma è un membro fondatore della Shazam's Squadron Of Justice, un nome creato in origine per la Marvel Family. La creazione di questo super team è stato voluto dagli editori della casa editrice Fawcett Comics che ha voluto sfruttare il grande successo commerciale di Capitan Marvel per dare spazio anche agli altri suoi supereroi. Il gruppo era infatti formato dai personaggi meno conosciuti dei Fawcett Heroes quali: Spy Masher, Mister Scarlet, Bullet Girl, Bullet Man, e Ibis the Invincible. Il team è stato fondato per volere del Dio Mercurio. Lo Squadrone della Giustizia è anche apparso nell'Universo DC nel periodo pre-Crisis durante un grave momento di crisi in cui King Kull aveva preso il controllo della Roccia dell'Eternità. Per poter prevalere e salvare l'equilibrio del Multiverso è stato necessario l'intervento della JSA di Terra-1 e Terra-2. Hill Billy Marvel è destinato ad avere un ruolo cruciale nella saga di Shazam, in quanto, dopo l'apparente morte del mago Shazam è lui a divenire per un certo periodo il protettore della Roccia dell'Eternità con il nome Marvel. Viene poi sostituito da Freddie Freeman una volta che Freddie se ne dimostra degno.
- Spy Smasher: appare per la prima volta su Whiz n.1 (1940), lo stesso albo di debutto per Captain Marvel. Si tratta di un ex-sportivo e abile aviatore, che durante la seconda guerra mondiale combatte a fianco della Marvel Family per scovare ed eliminare le spie dell'Asse negli Stati Uniti. Dopo la fine del conflitto prende il nome di Crime Smasher e combatte il crimine. Nel periodo pre-crisi (fino agli albi del 1985) le sue avventure si collocano su Earth-S insieme alla Marvel Family e altri supereroi Fawcett.

#### Alleati, amici e famiglia (versione moderna)
- I coniugi Vasquez: sono i genitori adottivi che sono disposti ad accoglierlo nella loro famiglia nonostante Billy abbia già 15 anni e un passato turbolento alle spalle. I Vasquez si stanno prendendo cura di altri cinque ragazzi orfani e si dimostrano generosi e comprensivi. Permettono al ragazzo di cominciare a sentirsi parte di un gruppo di persone (i suoi fratelli adottivi) che saranno fondamentali per rompere la sua sfiducia e incapacità di aver fiducia nelle persone. Sono personaggi fondamentali all'interno delle avventure e della serie di Shazam!.
- Mary: è la più adulta tra i fratelli, la più ligia alle regole e con un forte senso di responsabilità verso gli altri membri della famiglia. Inizialmente rimprovera Billy per il suo comportamento scontroso e poco amichevole, ma è anche la prima a incoraggiarlo a non farsi vincere dalle sue paure. Lo sprona a essere l'eroe che ha le potenzialità di diventare, non deve fuggire dalle battaglie, ma deve avere il coraggio di affrontare il destino che gli è stato affidato ovvero essere il Campione dell'Umanità nelle vesti di Capitan Marvel.
- Freddy Freeman: è l'opposto di Mary in molti aspetti, i suoi genitori sono in prigione e anche lui pare avviato verso una condotta di vita che non promette un destino differente. Inoltre soffre di un handicap fisico che lo costringe a camminare con delle stampelle. Primo tra i fratelli a cui Billy rivela l'incontro con il Mago e la sua trasformazione in Capitan Marvel. Inizialmente Freddy lo supporta nell'uso di tali poteri per fini personali e accumulare soldi. In questa fase diviene il miglior amico che Billy abbia mai avuto.
- Darla Dudley: la più giovane della famiglia. Di origini afroamericane è la più ottimista e amichevole dei fratelli, accoglie con grande entusiasmo l'arrivo di Billy nella loro casa e cerca da subito di metterlo a proprio agio.
- Pedro Pena: è il più taciturno e insicuro del gruppo. Parla poco e pare soffrire di scarsa stima in sé stesso, rimane spesso in silenzio, in quanto pensa di non avere nulla di importante da dire o teme che le sue opinioni non vengano ascoltate.
- Eugene Choi: di origini asiatica è un ragazzino dotato di una menta analitico-matematica ed è probabilmente il più intelligente dei fratelli. Appassionato di videogiochi, eccelle come gamer competitivo.
- Il Mago: ultimo dell'antico Consiglio dei Maghi e il custode della Roccia dell'Eternità, la più grande fortezza magica mai esistita. Appare come un uomo molto anziano e fisicamente fragile, impugna una lancia con un terminale che rispecchia il fulmine e ha tatuato sul petto lo stesso simbolo. L'aspetto ricorda quello di uno sciamano tribale dai tratti aborigeni. Nel corso dei millenni ha progressivamente perso fiducia nell'uomo, tanto che non crede ormai più che possa esistere qualcuno degno di diventare Capitan Marvel, depositario dei poteri magici derivanti dalla connessione col Fulmine e Campione dell'Umanità. Pare sia stato lui a decidere di sottrarre all'umanità le conoscenze legate alla Magia, questo in seguito all'errore che aveva portato il consiglio a creare Black Adam. Inoltre è sua la decisione che portò a imprigionare lo stesso Adam all'interno di una tomba con sigilli magici. Osservando la situazione dell'umanità e dei numerosi conflitti bellici e disparità sociali causate dal predominio del scienza e della tecnologie moderne (i nuovi surrogati della Magia), pare dubitare di aver commesso l'ennesimo errore ad aver sottratto al Regno della Terra (uno dei 6 regni esistenti in questa cosmogonia) le conoscenze delle antiche arti magiche.
- Shazam Family (conosciuta anche come Famiglia Marvel): sono i principali alleati di Capitan Marvel, supereroi che lui stesso ha creato condividendo con loro la connessione con il Fulmine e quindi i poteri donatigli dal Mago. Nel caso della versione moderna (e canonica) il termine "Famiglia" è quanto mai adeguato, in quanto Billy decide di condividere i suoi superpoteri con i suoi fratelli adottivi, presi in affidamento (come lui) dai coniugi Vasquez. I poteri di Capitan Marvel sono archetipicamente legati alle doti che la mitologia e la Magia aveva attribuito ad alcuni Dei. Nella tradizione occidentale ci si è riferiti agli olimpici dei greci. Ognuno dei componenti della Shazam Family sviluppa quindi una peculiarità che lo lega a una delle divinità che hanno incarnato nel mito i poteri del Fulmine di Capitan Marvel (che simbolicamente rappresenta lo stesso Zeus). Mary evidenzia la tenacia e la combattività di Achille, così come le sue intuizioni sul campo di battaglia, Pedro incarna la forza di Ercole, Eugene Choy è la mente del team e rappresenta la saggezza di Salomone (anche se per correttezza storico-letteraria il riferimento è ad Atena), Darla Dudley ha la velocità propria di Mercurio, Freddy Freeman ha la resistenza di Atlante che tra l'altro contrasta con la sua condizione da normale essere umano dove soffre di fragilità neuro muscolare.

## Versioni alternative
La Famiglia Marvel e Capitan Marvel hanno diverse versioni alternative rispetto a quella attualmente canonica ideata da Geoff Johns e Erik Larsen nel 2013, e che si colloca nella continuity principale del Multiverso DC su quella che viene riconosciuta come New Earth o Terra 0.
- I personaggi classici dell'epoca Fawcett Comics pubblicati tra il 1940 e il 1956 con le loro avventure e le versioni dei loro nemici dell'epoca. Nell'attuale Multiverso DC questa Terra è conosciuta come Thunderworld o Terra 5. Qui tutte le storie della Golden Age sono canoniche e vi si ritrovano tutti i personaggi di quel periodo. La versione di questo periodo si chiama ancora Capitan Marvel, risulta essere più ingenuo e caratterizzato dalla morale tipica dell'epoca nella quale i fumetti si proponevano di avere anche un valore politico e educativo. I personaggi sono strettamente divisi da un rigido dualismo, dove bene e male sono nettamente separati. In questo modo sono recuperate le storie classiche che fanno ancora parte integrante del nuovo Multiverso.
- Captain Thunder (1974): personaggio apparso per la prima volta sulla serie Superman n.276 (giugno 1974, data di copertina), creato da Elliot S. Maggin e Curt Swan[33]. Le sembianze e poteri del personaggi sono identici a quelli di Capitan Marvel a parte il simbolo sul costume dove invece di un tuono vi è un'immagine che ricorda il sole. Uno dei motivi della sua creazione è stata quella di dare una risposta a tutti quei lettori che chiedevano agli editor DC chi fosse più forte tra Superman e Shazam!. A quell'epoca Capitan Marvel non era inserito nella principale continuity delle pubblicazioni DC, ma le sue avventure si collocavano su Earth-S. Nella sfida tra i due iconici personaggi pare avere la meglio Captain Thunder e Superman si rende conto di poter soccombere se lo sconto si basa sui loro poteri fisici. Decide quindi di usare la strategia e riesce a far ritornare nella sua forma umana il suo avversario che si tratta dell'adolescente Willie Fawcett. I due risolvono i malintesi che hanno portato lo scontro e collaborano alla sconfitta di un team di super villain dal nome La Lega dei Mostri del Male chiaramente ispirata alla classica Società dei Mostri del Male del Dottor Sivana. Una volta vinta la battaglia i due supereroi trovano il modo di rimandare Thunder nella sua dimensione originale che viene indicata come Earth-276 del primo Multiverso DC. Rispetto alla versione originale, Captain Thunder risulta più impulsivo e dominato dalla rabbia anche se ne mantiene i principali valori morali.
- Capitan Marvel ricreato da Stan Lee (2002): agli inizi degli anni duemila la DC Comics propose ad uno fondatori dell'Universo Marvel di partecipare ad un progetto denominato "Just Imagine Stan Lee creating the DC Universe". La risposta di Lee fu positiva a l'avvenimento scosse l'intero panorama dei comic book statunitensi. Nel gennaio 2002 (data di copertina) viene pubblicato l'albo unico "Just Imagine Stan Lee with Gary Frank creating Shazam!". La sua versione vede protagonista l'agente dell'Interpool Robert Rogers che agisce insieme alla partner Carla Nolan. I due vengono mandati in missione in India alla caccia del criminale Gulan Khan. Per aiutarlo nella pericolosa impresa interviene lo storico Mago Merlino che gli dona poteri sovraumani. Quando Rogers pronuncia il termine Shazam! viene colpito da un fulmine che lo trasforma in una specie di mostro alato mitologico che possiede enorme forza e un certo controllo sugli antichi poteri della magia. Il personaggio viene collocato su Terra-6 del secondo Multiverso DC insieme agli altri supereroi facenti parte del progetto, quali Batman ricreato con Joe Kubert, Superman con John Buscema, Wonder Woman con Jim Lee e Lanterna Verde con Dave Gibbons.
- Dark Knight Universe: con l'opera Il ritorno del Cavaliere Oscuro (1986) e il sequel Il Cavaliere Oscuro colpisce ancora (2001-2002), Frank Miller crea un universo alternativo dove i supereroi sono invecchiati di circa vent'anni e la situazione politica è deteriorata con un Lex Luthor che controlla e manipola la popolazione con un Presidente degli USA generato da un ologramma. La maggior parte dei membri della storica Justice League sono ormai stati neutralizzati anche grazie alle tecnologie avanzate di Braniac. Il mondo libero vede ancora una resistenza con Batman come leader guida. Wonder Woman sembra essersi sottratta agli affari che riguardano i mortali, mentre cresce in segreto la figlia concepita con lo stesso Superman. In questo contesto è presente anche Capitan Marvel, alleato di Batman e dell'Amazzone. I tre supereroi si radunano sulla base lunare una volta utilizzata dalla Lega della Giustizia. Capitan Marvel non vuole intervenire direttamente a fianco dei suoi compagni, in quanto Braniac e Luthor hanno come prigioniera la sorella Mary e minacciano di torturarla a morte in caso di un suo intervento. In questa versione di Miller, Capitan Marvel è ormai invecchiato e ha i capelli bianchi, poiché non può più tornare da anni a essere Billy Batson, in quanto la sua controparte umana è deceduta per una malattia. Questo lo ha reso più apatico e meno motivato a combattere il male che affligge gli umani anche perché il suo ruolo è quello di prendere per il controllo e la protezione della Roccia dell'Eternità al posto del Mago e divenire quindi il protettore dell'Antica Magia. Questo fato è però destinato a non compiersi. Il senso di giustizia lo porta a entrare nella battaglia, ma la sua forza non è più quella di un tempo, pare molto indebolito e muore schiacciato da un enorme palazzo che gli si collassa addosso. Muore da eroe e Campione dell'umanità, come predetto dal Mago Shazam. Le sue ultime parole sono: «(vado finalmente...dove vanno i desideri?, dove vanno i sogni quando ti risvegli e non li ricordi più? Da nessuna parte...(ma) è stato bello poter esistere».
- La versione di Jeff Smith (2007): l'autore Jeff Smith si impone nell'editoria indipendente degli anni novanta con l'opera autoprodotta Bone[34]. Si tratta di un fumetto di culto, ma che si discosta dalla pletora di fumetti super-eroici che dominano il mercato del decennio. Soprattutto si discosta dall'aspetto definito grim and gritty, che propone storie di supereroi/vigilanti dai metodi estremi e violenti sullo sfondo di una realtà che vanta pretese di realismo. L'opera di culto che lo rende celebre è infatti Bone (e vari spin-off), una saga che riesce a riprendere tematiche e peculiarità del fumetto che sembravano ormai perdute. La sua creazione riprende infatti elementi fiabeschi e fantasy, la magia, l'ambientazione surreale e l'umorismo, tutti elementi che sono la pietra angolare anche del genere supereroe. Non bisogna infatti scordare come questo medium fonda le sue radici nelle strisce quotidiane (o comic strip) pubblicate sui giornali dell'epoca e che avevano raggiunto un'enorme popolarità presso i lettori, tanto che di fatto i primi comic book nascono come un collage di queste strisce, raccolte e vendute sotto forma di albi economici proposti in primo luogo come mezzo di intrattenimento che potesse raggiungere tutte le fasce sociali. Inevitabilmente quindi la sua versione di Capitan Marvel riprende quella classica e ne amplifica gli aspetti fantasy e la sua capacità di fondere la realtà con la Magia che circonda i misteri e i sogni della nostra vita. In questo contesto la personalità di Billy rimane separata da quella della sua versione adulta e la sua storia riguarda un percorso di crescita che lo porta a ritrovare la sorellina perduta Mary, farsi nuovi amici e incontrare un variegato mondo di esseri bizzarri quali il suo principale avversario Sivana (qui ministro governativo), animali parlanti e bizzarri nemici quali Mister Mind e la Società dei Mostri del Male. Il tutto raccontato e presentato come se si fosse all'interno di una fiaba dei fratelli Grimm.
- Lord Marvel: in seguito agli eventi narrati nel crossover Crisi infinita del 2005, lo Spettro uccide il Mago Shazam (influenzato da Eclipso durante la miniserie Day of Vengence) e i Sette Peccati Capitali distruggono la Roccia dell'Eternità. Con l'aiuto di Zatanna e altri supereroi Capitan Marvel riesce a sconfiggerli e a ricostruire la fortezza. Ora tocca a lui prendere il posto dello stesso Mago che lo ha creato e sorvegliare la pace tra i Regni della Magia. Tale posizione la assume con il nome Lord Marvel, mentre come suo sostituto nei panni del supereroe Shazam sceglie Freddy Freeman. Da notare che Crisi Infinita è scritta da Geoff Johns ed è un evento che riporta alla creazione di un nuovo multiverso DC (il secondo). Viene presentata come il sequel a Crisi sulle Terre Infinite del 1985-1986, l'evento che aveva portato alla implosione del primo multiverso DC. Lord Marvel ci presenta un Capitan Marvel ormai saggio e consapevole del suo ruolo nell'ordine cosmico, il personaggio perde le sue caratteristiche fondamentali per assumere un ruolo semidivino, ma non si tratta di una versione del personaggio destinata a durare, ma mantiene questo status durante la vita editoriale del secondo Multiverso. Si tratta quindi di una versione alternativa e non più canonica rispetto alle attuali pubblicazioni DC.
- La versione funny di Mike Kunkle e Art Baltazar: nel 2008 viene pubblicata una serie fuori continuity di Shazam! in cui ci viene presentata da Kunkel una versione cartoonesca del personaggio alle prese con avventure di natura comica e parodistica[35]. Le storie riprendono un umorismo tipico delle strisce quotidiane a fumetti o di quelle di personaggi come i classici Looney Toones[35]. La serie dura 21 numeri (fino al dicembre 2010) e serve da esperimento che mette le basi per i comic All Ages della DC o altre serie di natura umoristica sui suoi personaggi[35].

## Opere

### Epoca Fawecett Comics (1940-1956)
Le opere del periodo denominato Golden Age ha visto la Fawcett gestire e pubblicare i fumetti del personaggio che ha avuto come serie principale Captain Marvel Adventures da cui sono scaturiti diversi spin-off di grande successo.
- Flash Comics n.1, l'albo è il primo numero di Whiz Comics che cambia titolo a partire dal n.2, data di copertina: 1940.
- Whiz Comics nn.2-155, AA.VV. (testi e Disegni), serie regolare antologica (conclusa), i primi tre albi (nn.2-4) il titolo ufficiale della serie è stato 64 Pages of New Captain Marvel Adventures, febbraio 1940 - giugno 1953.
- Captain Marvel Jr. nn.1-119, AA.VV. (testi e disegni), serie regolare (conclusa), 18 novembre 1942 - giugno 1953.
- Hoppy the Marvel Bunny nn.1-15, AA.VV. (testi e disegni), serie regolare conclusa. Dicembre 1945 - settembre 1947.
- Mary Marvel nn.1-53, AA.VV. (testi e disegni), serie regolare (conclusa), il titolo della serie è Mary Marvel solo nei primi 2 numeri, per la parte restante della pubblicazione il titolo diviene The Marvel Family, 11 dicembre 1945 - 11 novembre 1950.
- Captain Marvel Adventures Wheaties Miniature Edition, Pete Costanza (testi e disegni), albo unico, data di copertina: 1945.

### Opere DC Comics
- Shazam! nn.1-35, Dennis O'Neil & AA.VV. (testi e disegni), serie regolare (conclusa), febbraio 1973 - giugno 1978.
- Shazam! The New Begenning nn.1-4, Roy e Dan Thomas (testi) - Tom Mandrake (disegni), limited-series (conclusa), aprile-luglio 1987.
- The Power of Shazam!, Jerry Ordway (testi e disegni), graphic novel, marzo 1994.
- Power of Shazam! nn.1-47, Jerry Ordway & AA.VV. (testi e disegni), serie regolare (conclusa), marzo 1995 - marzo 1999.
- Superman/Shazam: First Thunder nn.1-4, Judd Winick (testi) e Joshua Middleton (disegni e copertine), limited-series (conclusa), novembre 2005 - febbraio 2006.
- World War III nn.1-4, Keith Champagne, John Ostrander, (testi) - Ethan Van Sciver, Andy Smith, Tom Denerick, Jack Jadson & AA.VV. (disegni), limited-series (universe Wide-Crossover), giugno 2007.
- The Trials of Shazam! nn.1-12, Judd Winick (testi) - Howard Porter e Mauro Cascioli (disegni), limited-series, ottobre 2007 - maggio 2008.
- Black Adam: The Dark Age nn.1-6, Peter J. Tomasi (testi) e Doug Mahnke (matite), limited-series (conclusa), ottobre 2007 - marzo 2008.
- Billy Batson and the Magic of Shazam! nn.1-21, Mike Kunkel & AA.VV. (testi e disegni), serie regolare (conclusa), settembre 2008 - dicembre 2010.

### Opere incompiute
- Twilight, l'opera perduta di Alan Moore: nel 1987, in seguito al grande riscontro di critica e lettori di Watchmen e Swamp Thing, propone agli editor DC un fumetto che sia la sua visione dell'evoluzione del supereroismo in società come la nostra[36]. L'idea viene cestinata anche per colpa di una presentazione incestuosa della Marvel Family e una interpretazione del supereroe troppo vicina al superuomo nazionalsocilista[36]. Di fatto però anticipita tematiche che il fumetto riprenderà vent'anni dopo. La storia vede un invecchiato John Costantiine (creato dallo stesso Moore su Swamp Thing) che dice di aver compiuto un viaggio nel tempo da un futuro di vent'anni più avanti nella linea temporale del Multiverso DC[36]. Il suo scopo è avvisare i popoli e le autorità politiche di smetterla di incensare i loro supereroi e ingegnarsi invece in un piano per eliminarli o renderli innocui[36]. Rivela che nel corso dei due decenni successivi i supercriminali saranno pressoché eliminati, almeno per quanto riguarda i più pericolosi, ma il continuo perpetrarsi di guerre, malgoverno del mondo, il proliferare dei regimi, e la ricchezza in mano ad una élite sempre più ridotta, porta i supereroi a voler prendere il controllo politico/economico della Terra[36]. Questo avviene tramite una spartizione del potere tra diversi gruppi chiamati Case del Potere[36]. La prima a formarsi è la House of Steel i cui membri fondanti sono Superman e Wonder Woman (ora divenuta Superwoman) i quali si sono sposati per dare origine ad una nuova stirpe di semidei[36]. La seconda è House of Thunder nella quale Capitan Marvel ha sposato sua sorella Mary Marvel e con un rapporto incestuoso ha portato alla nascita di Mary Marvel Jr.[36] A queste seguono altre casate meno potenti, ma comunque legate da precedenti affiliazioni o battaglie comuni. Tra queste: House of Justice, House of Titans, House of Lanterns, House of Tomorrow, House of Secrets, House of Mistery[36]. L'unica resistenza rimane Batman che deve formare una società formata da una generazione pre-supereroistica e che rappresenta un eroismo (e una morale) vicino a quello della reale natura umana, non contaminatata da poteri sovraumani[36]. Tra questi vi sono Tarzan, The Shadow e Doc Savage e diversi supereroi minori della Golden Age e della letteratura pulp[36].

## Altri media

### Cinema

#### Adventures of Captain Marvel(1941)
- Il personaggio venne adattato in un serial cinematografico nel 1941 con il titolo Adventures of Captain Marvel ed è stato il primo comic book serial ovvero il primo fumetto a essere adattato in una serie live-action che all'epoca veniva distribuita nelle sale cinematografiche.[37]br />L'opera viene prodotta dalla Republic Pictures e il serial è suddiviso in 12 parti e proiettato con cadenza settimanale (il sabato pomeriggio)[37]. La Republic Pictures era una piccola casa di produzione che si poteva permettere solo produzioni con un budget modesto. Questo aspetto crea particolari problemi ai creatori degli effetti speciali quali Theodore e Howard Locker che si ritrovano a essere i primi ad affrontare la trasposizione cinematografica di un supereroe con superpoteri quali la capacità di volare[37]. Nonostante questo gli effetti visivi sono all'altezza di produzioni più blasonate dell'epoca. Lo stuntman Dave Sharp, uno dei più atletici e capaci disponibili agli studios hollywoodiani riesce a rendere vivaci e dinamiche le scene d'azione, coreografate dall'esperto William Witney, un veterano dei musical di Broadway[37]. A questo si aggiunge l'abilità degli artigiani della Republic che riescono a ricreare dei mini-set dove effettuare le scene dove creare l'illusione di spettacolari scene quali incidenti, alluvioni o catastrofi varie che richiedono l'intervento di Capitan Marvel[37]. Le storie sono solide e avvincenti e bisogna sottolineare la bravura recitativa del giovane attore Frank Coghian, Jr. nella parte di un credibile Billy Batson, mentre la sua controparte adulta di Capitan Marvel è affidata Tom Tyler[37]. L'interesse per il serial viene poi consolidata dalla creazione di un supercriminale quale "The Scorpion" che serve da nemesi del protagonista[37]. La regia è particolarmente riuscita grazie all'esperienza dei registi William Witney e John English, ormai abituati a valorizzare le scene e le atmosfere di produzioni seriali a basso budget[37]. L'insieme degli sforzi e l'entusiasmo della troupe creano quindi una serie che affascina il pubblico e riscuote un buon successo e diverse repliche durante il periodo bellico[37]. Il serial riesce a superare in popolarità ed entrare nell'immagginario collettivo in misura superiore al celebre Radio Serial sul già popolarissimo Superman, programma che viene trasmesso dalle radio americane dal 12 febbraio 1940 e che prosegue fino al 1951. Dal 1941 gli eroi della Fawcett Comics divengono i principali rivali editoriali della consolidata National Comics che può contare sugli iconici Superman e Batman.
- Compare come supercriminale di Terra 3 nel film animato Justice League: La crisi dei due mondi; è chiamato Capitan Super e fa parte degli "Uomini d'Onore" di Superwoman; il suo costume, qui, somiglia molto a quello di Black Adam, ma gli mancano il simbolo del fulmine sul petto e il mantello, e in più, Marvel porta la barba intorno alla bocca.

#### Shazam!(2019)

Captain Marvel interpretato da Zachary Levi nel film Shazam! (2019)

Shazam! (2019): lungometraggio cinematografico diretto da David F. Sandberg che vede l'attore Zachary Levi nel ruolo di Capitan Marvel e da Asher Angel nei panni dell'adolescente Billy Batson.
Il film prodotto dalla Warner Bros. si va a inserire nel DC Extended Universe (DCEU). Le riprese del lungometraggio sono iniziate nel gennaio 2018 e terminano nel maggio dello stesso anno. Il film debutta il 5 aprile 2019 e si rivela essere un blockbuster di successo, con incasso globale di 366089049 $ a fronte di un budget stimato in cento milioni di dollari. Il film si colloca al 68º posto nella classifica dei cinecomic di maggior successo dell'epoca moderna (dal 1978).

#### Shazam! Furia degli Dei(2023)

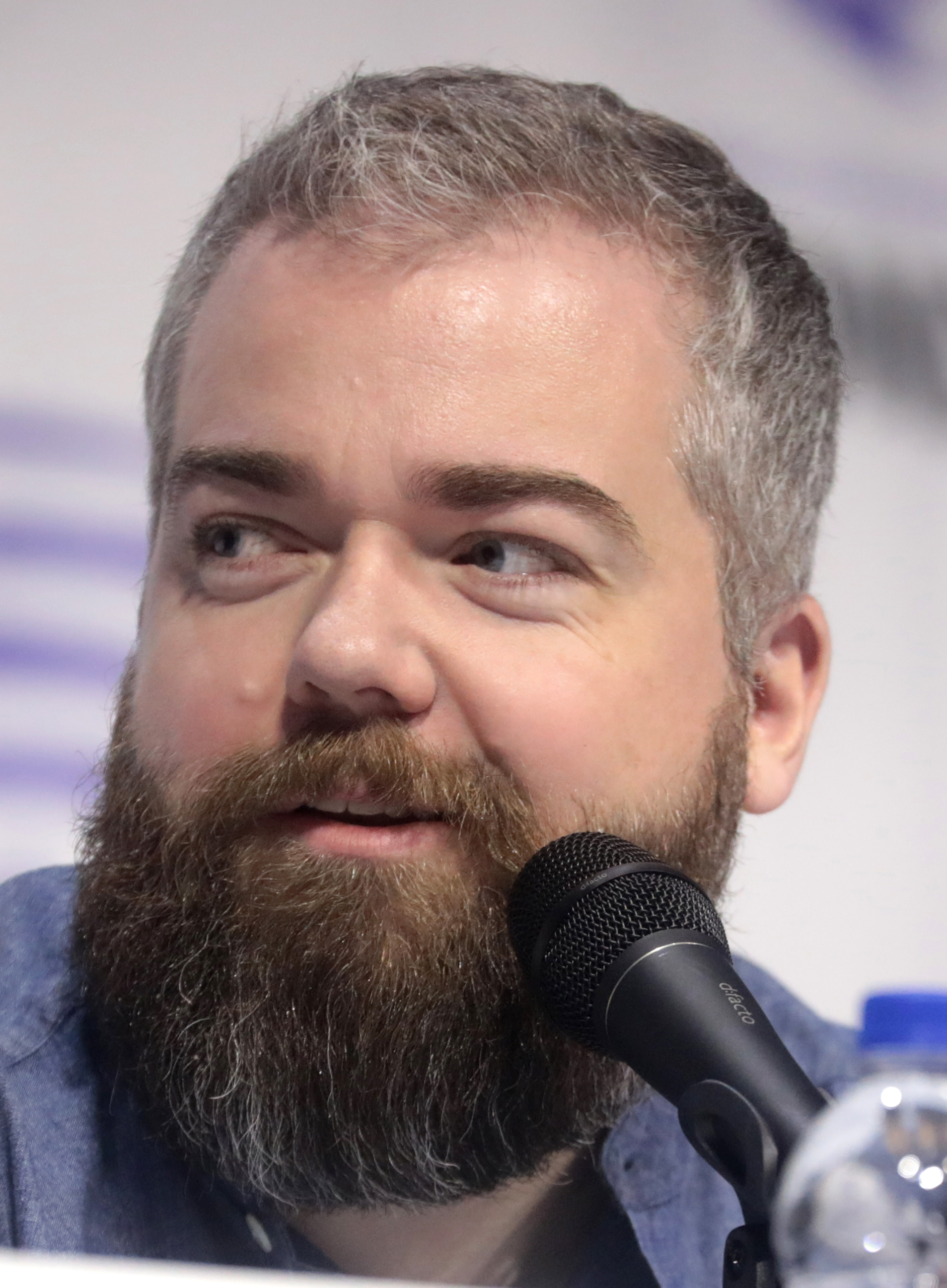
David F. Sandberg, regista di Shazam! e Shazam! Furia degli Dei

In seguito al successo di Shazam! viene quasi subito annunciato un sequel e nel 2022 viene prodotto Shazam! Furia degli dei (2023) sempre diretto David F. Sandberg. Il lungometraggio esce nelle sale nel 2023, ma a livello di incassi fa registrare uno dei peggiori risultati al botteghino per un film con un personaggio dell'universo DC Comics. Nel primo week-end di distribuzione negli Stati Uniti incassa 30,5 milioni di dollari, a dispetto dei 53,3 ottenuti dal primo film del 2019. Dopo il debutto in altri 78 paesi raccoglie solo 65,5 milioni di dollari nel periodo di apertura. In Italia debutta il 16 marzo 2023.
Si tratta del 12° film del DC Extended Universe, universo cinematografico accantonato a fine 2023 dopo le uscite dei suoi ultimi 3 adattamenti ufficiali ovvero The Flash, Blue Beetle e Aquaman e il regno perduto. Con questi 3 lungometraggi termina infatti l'universo espanso DC così come architettato dai DC Films di Walter Hamada coadiuvato dal supporto creativo di Geoff Johns, Dan DiDio e Jim Lee. Con la nuova presisidente Pam Lifford e la nuova proprietà (dal 2018) si formano i DC Studios gestititi da Peter Safran e Gunn. Il magazine specializzato del settore quale The Wrap danno però la colpa dell'affondamento del franchise all'attore Dwayne Johnson protagonista del film Black Adam, basato sulla nemesi storica di Capitan Marvel, ma il quale non ha voluto riferimenti nel suo film alla famiglia Marvel e si è rifiutato di partecipare al sequel Shazam! Furia degli Dei. Invece contro le direttive del duo Safran/Gunn e ogni logica dell'Universo DC ha preteso che nel sequel di Black Adam (per ora abortito) avrebbe preteso uno scontro con il Superman di Henry Cavill, attore ormai già accantonato dal nuovo progetto cinematografico di James Gunn, al lavoro su un nuovo film con L'Uomo del Domani con un nuovo attore che non sia Cavill. A Hollywood Johnson voleva rendere centrale se stesso all'interno degli adattamenti cinematografici dei fumetti DC: «Al posto di fare un film ha voluto realizzare un brand incentrato su di lui». Si assiste così al crollo di un franchise basato su un serie di fumetti che sono alla base della storia del fumetto nella Golden Age. Nonostante le basse recensioni della critica (intorno al 50% su Rotten Tomatoes) il pubblico non sembra deluso dal risultato della pellicola che probabilmente poteva avere più successo con un marketing differente e senza risentire del passaggio tra i DC Films di Hamada ai nuovi DC Studios del duo Safran/Gunn.

### Home Video

#### Lego DC - Shazam!: Magic & Monsters (2020)
- È il protagonista del film animato LEGO DC: Shazam - Magic & Monsters, in cui è doppiato da Sean Astin.

### Televisione
- Shazam!: il primo settembre del 1974 esordisce sul network statunitense CBS la prima serie tv live-action dedicata all'iconico Capitan Marvel della Fawcett[20]. Dopo un lungo periodo di assenza dal panorama fumettistico il personaggio è stato acquisito e rilanciato in una nuova serie a fumetti dalla DC Comics. Il primo albo del nuovo corso viene distribuito nel 1973 sotto la supervisione dello storico editor Julius Schwartz[20]. Nonostante i vent'anni di sospensione delle pubblicazioni Capitan Marvel era stato uno dei personaggi più popolari e iconici della Golden Age del fumetto americano e nei primi anni quaranta surclassava nelle vendite lo stesso Superman, attirando milioni di giovani lettori che rimanevano affascinata dalla trasformazione di un ragazzino quale Billy Batson in un supereroe considerato l'essere umano più potente della Terra[20]. Visto che i costi di acquisizione dei diritti per un adattamento televisivo sono più abbordabili che non quelli sugli ormai famosi e celebrati Superman e Batman, i dirigenti della CBS optano per lo storico personaggio di cui producono una serie tv che vanta una programmazione settimanale che ha da subito un buon riscontro di pubblico, fattore che porta lo show a essere rinnovato per 3 stagioni (fino al 1977)[20]. La storia ha come elemento fondante lo stesso presente nel fumetto, si ha quindi l'adolescente Billy Batson, interpretato da Michael Gray che si trasforma nel supereroe Capitan Marvel pronunciando la parola magica Shazam!. La trasformazione lo vede diventare un supereroe adulto con grandi superpoteri che sul piccolo schermo è interpretato da Jackson Bostwick che poi verrà sostituito da John Davey[20]. Il costume riprende fedelmente quello della controparte cartacea, ma gli accostamenti tra le due versioni del personaggio si limitano a questo[20]. Billy non lavora infatti a una stazione radio, ma è un orfano che vaga per gli Stati Uniti su un furgone sul quale si staglia l'immagine di un tuono, simbolo impresso anche sul costume del supereroe. Le storie non riprendono i bizzarri personaggi e criminali del fumetto, ma portano il ragazzo ad affrontare problemi di carattere sociale che caratterizzavano la parte rurale e provinciale degli USA dei primi anni settanta, un periodo di crisi, sfiducia e incertezza economica seguita allo scandalo Watergate e le dimissioni del Presidente Richard Nixon[20]. A questo si aggiunge la disfatta nel conflitto bellico in Vietnam e la prima grande crisi petrolifera. Billy è accompagnato nel suo viaggio da Mentor, misterioso personaggio che prende (liberamente) il ruolo che aveva nel fumetto Il Mago, colui che aveva visto nel ragazzo il prescelto per diventare il celebre Capitano[20]. Mentor viene interpretato dall'attore Les Tremayne[20]. E. Nelson Bridwell (uno degli showrunner e sceneggiatori) dice di essersi ispirato al celebrato ciclo di storie di Freccia Verde e Lanterna Verde di Dennis O'Neil e Neal Adams il quale narrava il viaggio dei due supereroi DC attraverso l'America dei primi anni settanta affrontandone il profondo disagio sociale, le problematiche giovanili e le promesse mancate di un capitalismo che aveva creato contrasti e ingiustizie nel sistema socio-politico[20].
- The Kid Super Power Hour with Shazam!: (1981-1982), agli inizi degli anni ottanta la DC decide di usare il personaggio per renderlo protagonista di una serie animata che a giudizio dei produttori avrebbe reso Billy/Capitan Marvel molto appetibile per un pubblico televisivo molto giovane. Il debutto della serie avviene il 21 settembre 1981 all'interno del programma Saturday Morninig Show, molto seguito dai ragazzi statunitensi. L'opera viene prodotta dalla Filmation Studios che in origine aveva in progetto di una serie animata sui personaggi tratti dagli Archie Comics per vari problemi riguardanti i diritti e la parte creativa salta la produzione. Qui interviene la DC che interviene per proporre il suo supereroe che quindi risulta un ripiego. Ogni episodio ha la durata di un'ora suddivisa in 2 episodi. Capitan Marvel si trova ad affrontare nemici storici quali il Dottor Sivana, Mister Mind, Black Adam, Ibac e Mister Atom. Nella serie compare anche la Marvel Family nella sua versione classica. Il programma non ottiene il successo sperato e la serie viene chiusa alla fine della seconda stagione a settembre 1982 dopo un totale di 38 episodi. Nonostante il semi-flop dell'opera il personaggio di Capitan Marvel raggiunge un nuovo traguardo divenendo una serie animata dopo essere stato il primo serial cinematografico supereroistico, dopo aver battuto Superman nelle vendite dei comic book nei primi anni quaranta ed essere stato una serie televisiva live-action negli anni settanta. Tra l'altro, nonostante il flop presso gli spettatori americani il programma riceve comunque una prestigiosa nomination agli Young Artist Award, un premio dedicato ai giovani animatori e alle loro opere di debutto.
- È apparso in un episodio della serie televisiva animata Justice League Unlimited. Nell'unico episodio in cui compare, Capitan Marvel crede ingenuamente alla redenzione di Lex Luthor e lo supporta quando questi, per avallare la propria campagna elettorale alla Presidenza degli Stati Uniti, propone l'uso di un nuovo tipo di generatore in grado di produrre enormi quantità di energia pulita. Purtroppo questo lo porta a un'accesa battaglia con Superman, che invece rifiuta categoricamente di fidarsi e sospetta addirittura che il generatore sia in realtà un'arma. Lo scontro tra i due termina con la vittoria di Superman, ma che poi viene pubblicamente svergognato quando Atomo conferma che non è mai esistita nessuna arma e che il congegno di Lex è davvero soltanto un generatore. A peggiorare il tutto, Capitan Marvel, disgustato dal comportamento di Superman, lascia la Justice League accusandoli di non comportarsi più da eroi. Al termine dell'episodio però, si scopre che l'intera faccenda del generatore era parte di un piano tra Lex Luthor e Amanda Waller per screditare e quindi indebolire la Justice League, quindi Capitan Marvel, con la sua fanciullesca ingenuità, ha solo fatto il gioco dei due criminali. La serie termina senza che il personaggio riappaia quindi è ignoto se sia mai venuto a sapere della verità, se si sia chiarito con i compagni e se sia tornato a fare parte della Justice League.
- Capitan Marvel compare in sette episodi di Batman: The Brave and the Bold, nel quale è doppiato da Jeff Bennett (come Capitan Marvel) e Tara Strong (come Billy Batson)[42].
- Appare come personaggio speciale nella serie animata Justice League Action, doppiato da Sean Astin[43].
- Capitan Marvel è apparso come personaggio ricorrente nella serie Young Justice, doppiato da Rob Lowe[44] e più tardi da Chad Lowe, mentre Billy Batson è doppiato da Robert Ochoa.

### Videogiochi
- Uno dei dieci personaggi della squadra DC Universe di Mortal Kombat vs DC Universe.
- È un personaggio giocabile nel videogioco Injustice: Gods Among Us.
- Appare in LEGO Batman 3: Gotham e oltre sbloccabile nel livello "si va nello spazio!"
- È stato inserito come personaggio giocabile tramite un DLC nel videogioco LEGO DC Super-Villains.[45]